# Donauinselfest
Das Donauinselfest auf der Donauinsel in Wien ist ein Freiluft-Musikfestival, das von der SPÖ Wien veranstaltet wird und seit 1984 jährlich gegen Ende Juni (bis 1990: Ende Mai) an einem Wochenende stattfindet. Mit kumuliert knapp drei Millionen Besuchen (alle Zahlen zu den Besuchen basieren auf den Angaben des Veranstalters, wenn nicht anders angegeben) an drei Tagen wäre es das größte Musikfestival mit freiem Eintritt weltweit.

## Geschichte

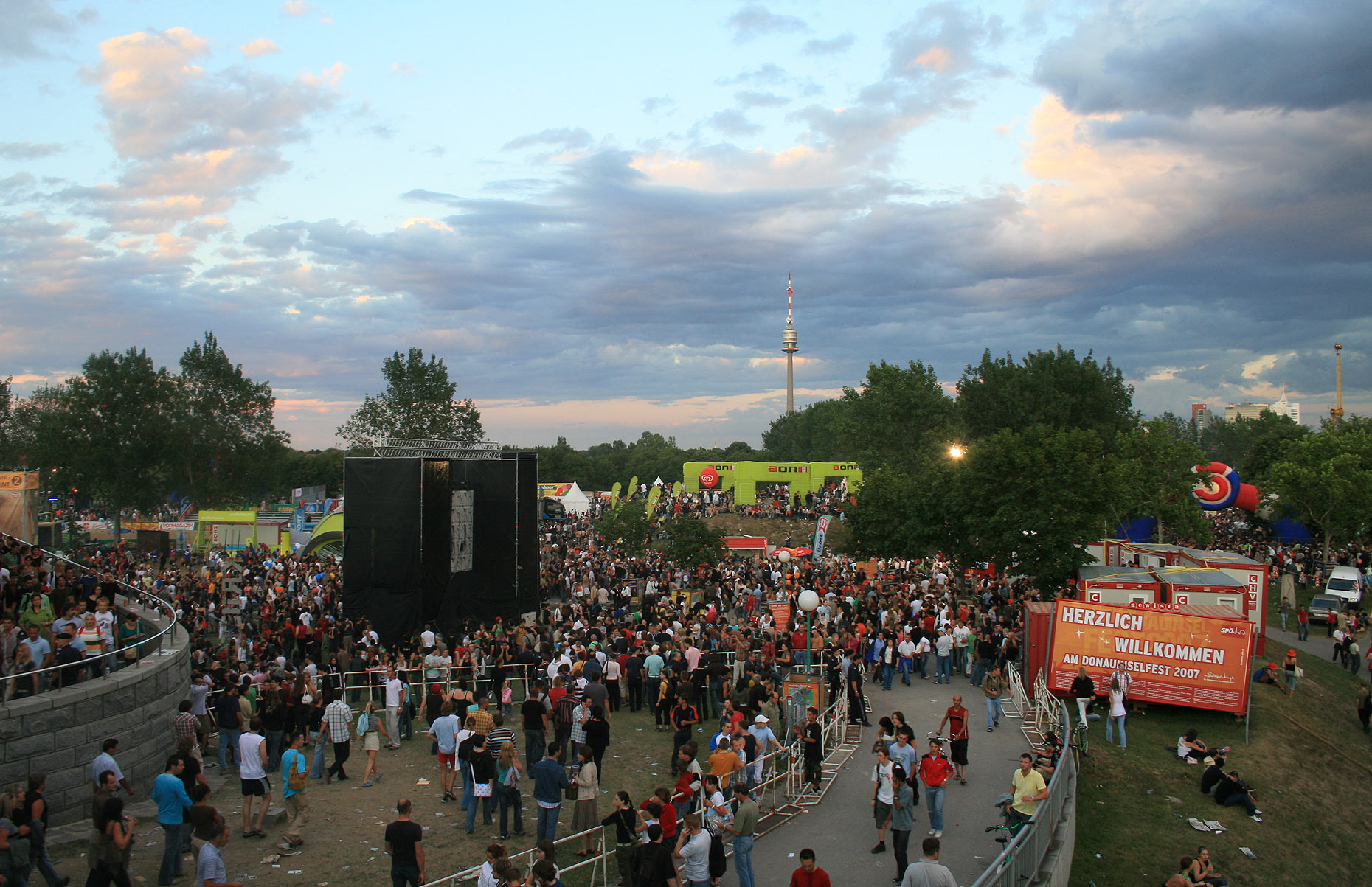
Besucher am Donauinselfest (2007)

Das Donauinselfest ist das SPÖ-Gegenstück zum Volksstimmefest der KPÖ, das seit 1946 stattfindet, und zum Wiener Stadtfest der ÖVP, das seit 1978 stattfindet.
Initiiert wurde das Event vom Stadtpolitiker Harry Kopietz. Vorläufer war 1983 ein „kulturelles Frühjahresfest“, das auf dem fertiggestellten Bereich um die Floridsdorfer Brücke auf der damals im Endausbau befindlichen Donauinsel stattfand. Die Auftritte von Minisex, Tom Pettings Hertzattacken und Heli Deinboek hatten 160.000 Fans statt der erwarteten 15.000 angezogen.

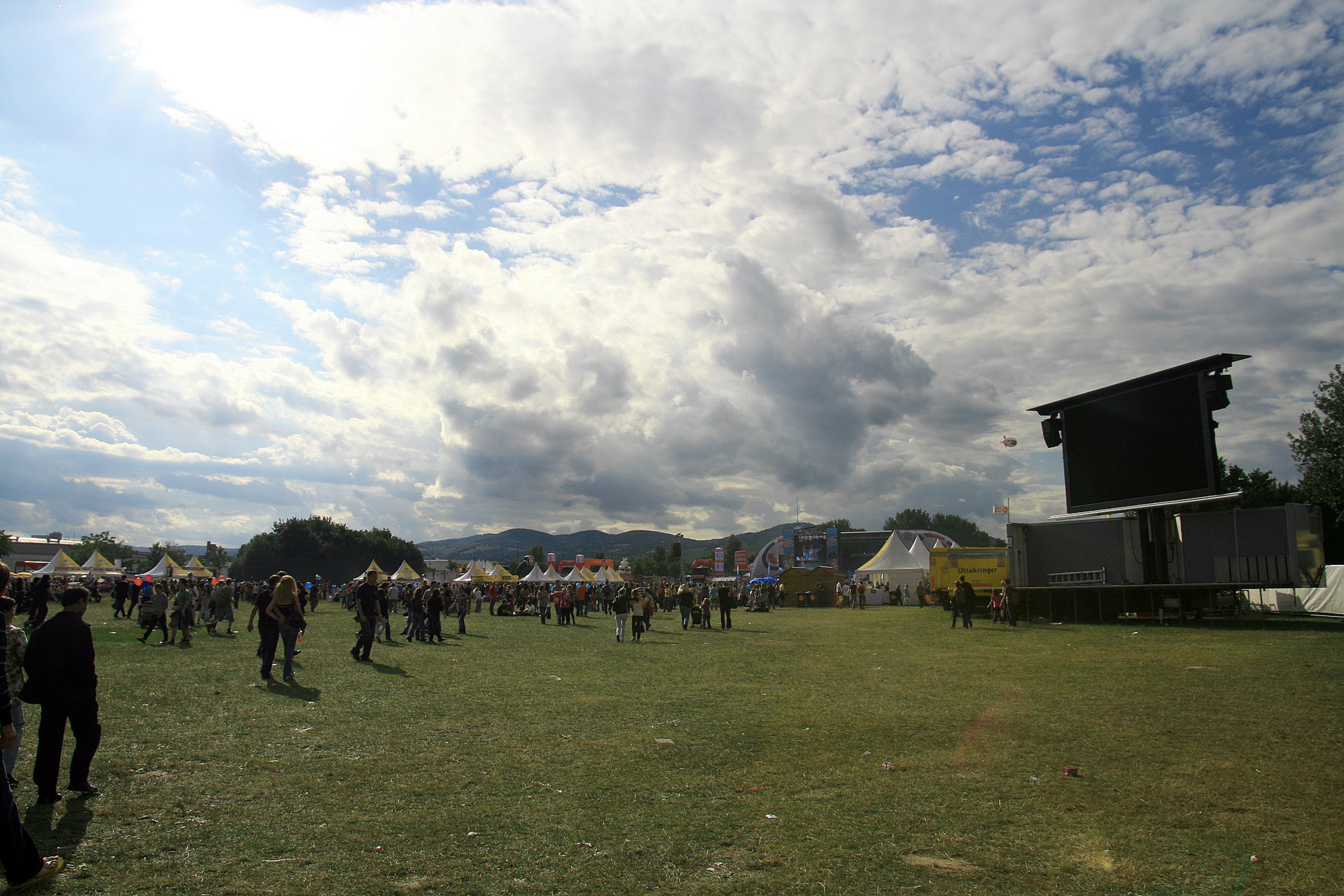
Bei der großen Festbühne (2011)

Aus dem „Versuchsballon“ wurde im Laufe der Jahre eine dreitägige Veranstaltung auf einem Festgelände, das sich über 4,5 Kilometer von der Reichsbrücke bis zur Nordbrücke erstreckt. Auf rund 27 über das Areal verteilten Bühnen treten Musiker der verschiedensten Musikrichtungen und deutschsprachige Vertreter der Kleinkunst auf, daneben gibt es zahlreiche Leistungsschauen, Imbiss-, Verkaufs- und Informationsstände. Einer der Höhepunkte war das Feuerwerk, welches jeweils am Samstag stattfand und mehr als 20 Minuten dauerte. Seit 2008 wird auf das Feuerwerk verzichtet, da es zu sehr von den zahlreichen Bühnenperformances ablenkte. Sicherheitstechnisch ist dies auch von Vorteil, da die Belastungsspitzen bei der Heimfahrt der Besucher etwas geglättet werden konnten. Für 2009 war zu einem anderen Termin ein eigenes Feuerwerkfest auf der Donauinsel geplant, was aber wieder verworfen wurde. Neben Ö3 und ORF Wien ist seit 1996 Ö1 mit einem Kulturzelt am Donauinselfest vertreten. Anfang der 2000er Jahre ist FM4 (Mit-)Betreiber einer der Bühnen.

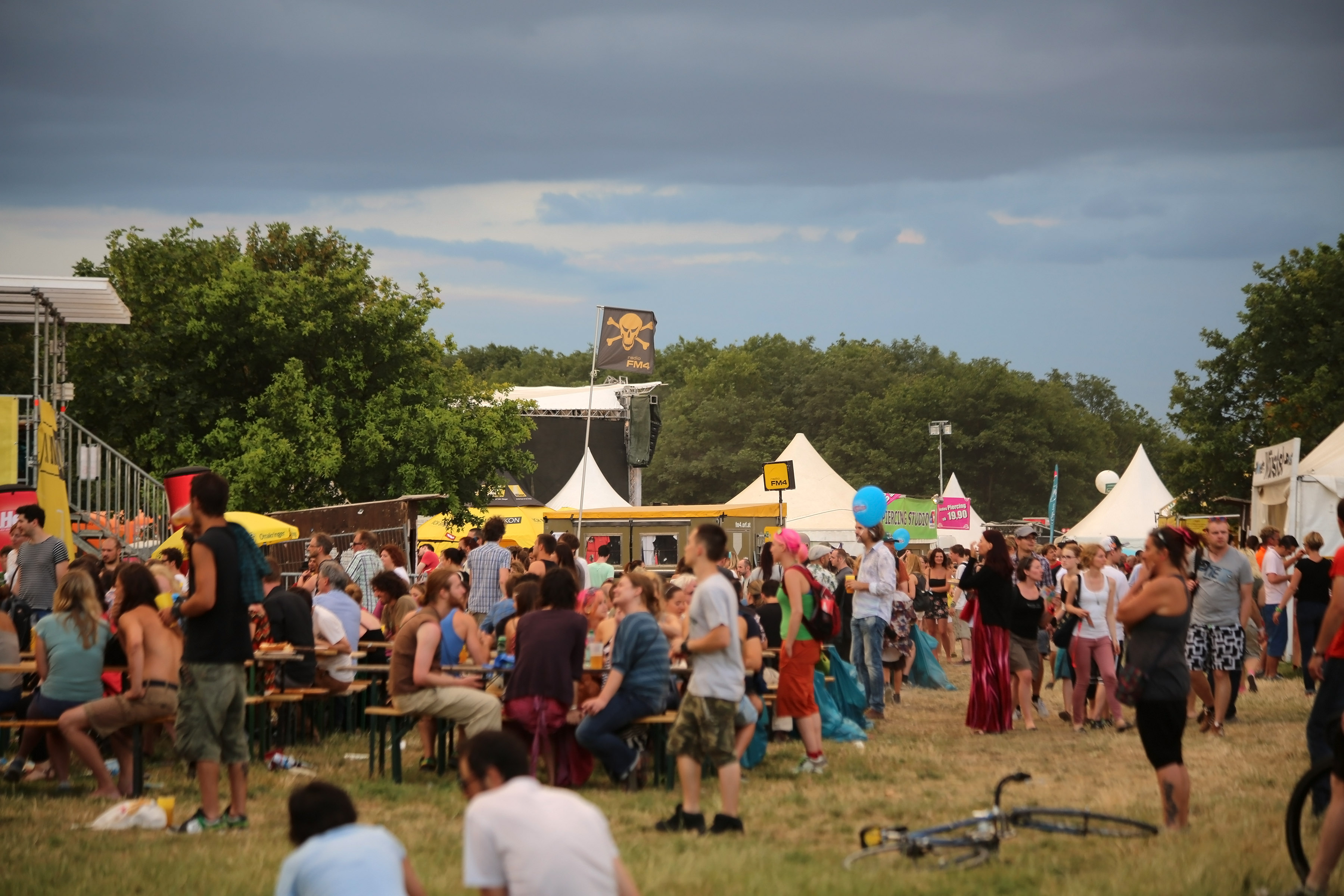
Bei der FM4-Bühne (2013)

Das 25. Donauinselfest fand wegen der im Juni 2008 unter anderem in Wien ausgetragenen Fußball-Europameisterschaft erst Anfang September statt. Seit 2009 findet das Fest wieder wie gewohnt Ende Juni statt. Harry Kopietz, der das Donauinselfest bis 2008 organisierte, übergab danach die Hauptverantwortung an Christian Deutsch, der Kopietz auch in der Funktion als SPÖ-Landesparteisekretär nachfolgte. Von 2005 bis 2012 war für die Projektleitung des Festes Sascha Kostelecky verantwortlich. Im November 2012 wurde bekanntgegeben, dass die Projektleitung an Thomas Waldner übertragen wurde.

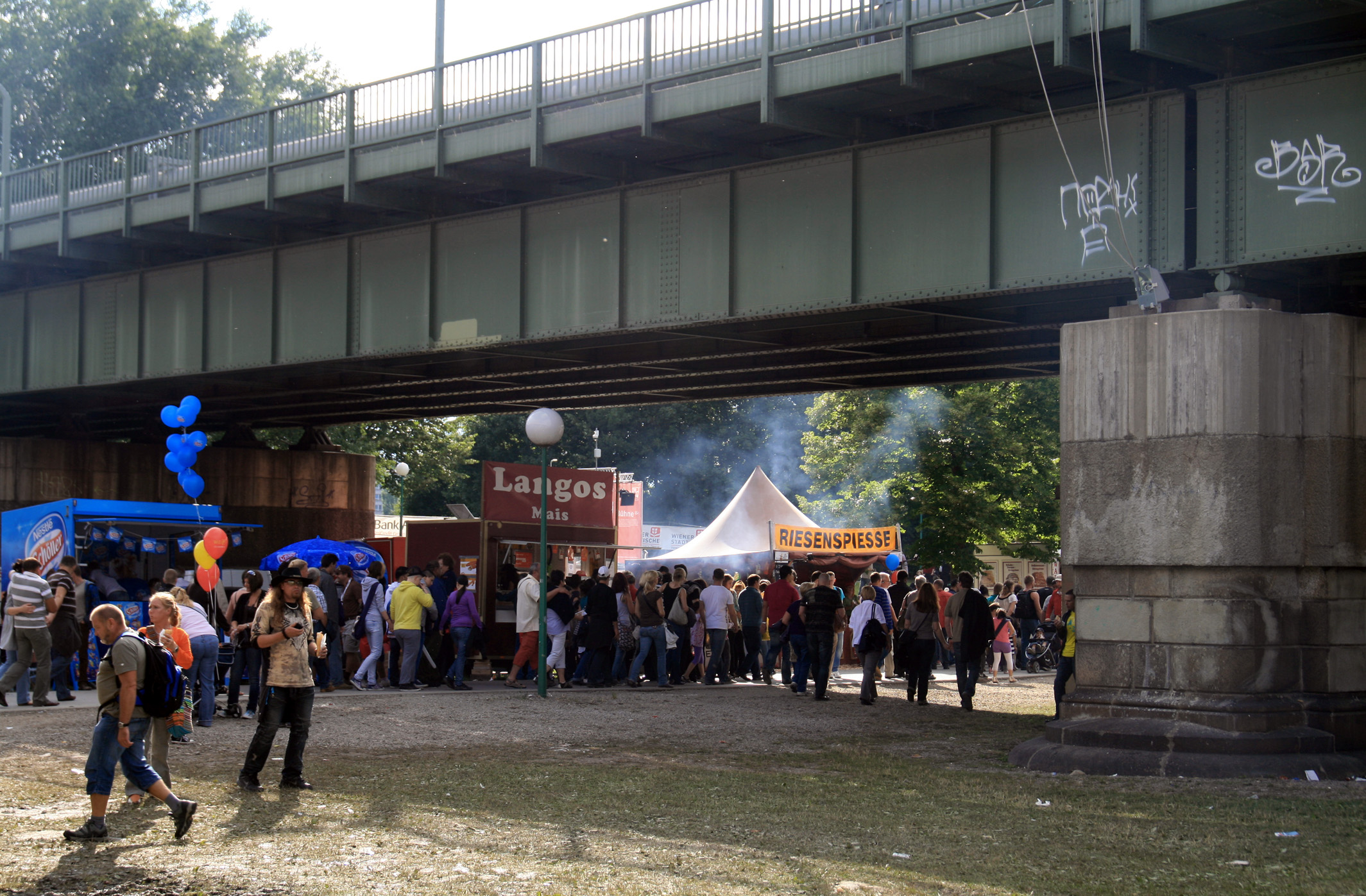
Imbissstände bei der Nordbahnbrücke (2011)

Für 2019 kündigte die Landesparteisekretärin des Veranstalters SPÖ-Wien, Barbara Novak, unter dem Festmotto „Zusammen sind wir Wien“ an, dass auf den Bühnen und als Besucher Frauen mehr Gewicht bekommen sollen. Der Hashtag #dif19 wanderte als 2 m hohe, rote Skulptur als werbendes Fotomotiv durch Wien und auch die Ostregion. Im Februar und März fand ein Wettbewerb für die Teilnahme von Musikern statt und Anfang Juni wurde eine Opening Party gefeiert. Trotz Fronleichnams am Vortag fand das Inselfest wie üblich vom 21. bis 23. Juni am Wochenende vor dem Schulschluss statt.
Das Donauinselfest 2020 sollte wegen der Coronavirus-Pandemie ursprünglich auf September verschoben werden. Im Juni wurde bekanntgegeben, dass es in völlig anderer Form stattfinden wird (240 Pop-up-Konzerte von 1. Juli bis 20. September).

### Zahlen und Daten
Seit Längerem gibt der Veranstalter mehr als eine halbe Million Besuche pro Tag an – 2007 beispielsweise insgesamt an die 2,6 Millionen Besuche, 2013 3,2 Millionen Besuche. Damit wäre das Donauinselfest das größte Freiluft-Festival Europas. Durchschnittlich halten sich laut Veranstalter ca. 250.000 Besucher gleichzeitig auf der Insel auf.
2008 wurden laut Veranstalter bei einem Budget von 5,5 Millionen Euro etwa 40 Millionen Euro eingespielt, wovon vor allem die Gastronomiebetriebe und die Hotellerie profitieren. Der durchschnittliche Umsatz der rund 150 Stände lag bei etwa 50.000 Euro, die Standmiete betrug 400 Euro pro Laufmeter.
Um die Verschmutzung des Geländes zu vermindern, werden offiziell nur Pfandbecher ausgegeben, die an Sammelstellen bis Mitternacht wieder zurückgenommen werden. 2007 gab es erstmals eine Hausordnung, in der die Mitnahme von Spirituosen und von Glasflaschen untersagt und stichprobenartige Kontrollen vorgesehen sind. Für Sicherheit und reibungslosen Ablauf sorgen neben einem Aufgebot an Polizei etwa 1400 ehrenamtliche Helfer. 2011 wurde ein neues Sicherheitskonzept etabliert, das unter anderem mehr Sicherheitszonen und eine Videoüberwachung der Zu- und Abgänge beinhaltet.
Im Jahr 2017 hatte das Donauinselfest 2,8 Millionen Besucher. 52.211 Medienberichte in nationalen und internationalen Medien verbuchte das Event und der Gesamt-Werbewert beträgt 130 Millionen Euro.
2018 ging die Besucherzahl bei kühlem Wetter zurück auf 2,4 Millionen Besuche.
2019 war das Wetter wieder teilweise heiß und sonnig, aber auch mit Bewölkung und leichten Niederschlägen. Es wurden vom Veranstalter ca. 2,7 Mio. Besuche angegeben.

### Konzerte (Auswahl)
1992 spielte Udo Jürgens vor 220.000 Zuschauern, 1993 war einer der großen Höhepunkte das Konzert Falcos (siehe L.I.V.E. Donauinsel) mit mehr als 150.000 Fans. Dabei führte ein starker Gewitterschauer zu teilweiser Überschwemmung der Bühne und letztlich zum Ausfall des Equipments. Davor war bereits während Nachtflug durch einen Blitzschlag der Strom kurzzeitig ausgefallen. 1995 trat die Kelly Family vor 250.000 Besuchern auf, 2006 sang Christina Stürmer auf der Ö3-Bühne vor rund 180.000 Zuschauern. Am 23. Juni 2007 trat Rainhard Fendrich „statt und für“ den zwei Tage zuvor verstorbenen Georg Danzer vor rund 200.000 Besuchern auf.

### Finanzierungskontroverse
Die Finanzierung des Donauinselfests wird vom Rechnungshof, in Medien und von der Opposition regelmäßig kritisiert, weil das Donauinselfest von der SPÖ Wien veranstaltet wird, die Stadt Wien diese Parteiveranstaltung aber mit 1,81 Mio. Euro pro Jahr subventioniert (die SPÖ Wien stellt seit 1945 ohne Unterbrechung den Bürgermeister der Stadt Wien). Außerdem wird das Donauinselfest wesentlich von städtischen Betrieben (Wien Energie, Wien Holding, Flughafen Wien, Waff) gesponsert, wobei hinterfragt wird, ob das Sponsoring für diese Unternehmen betriebswirtschaftlich sinnvoll ist.

### Termine, Besucherzahlen, Besonderes

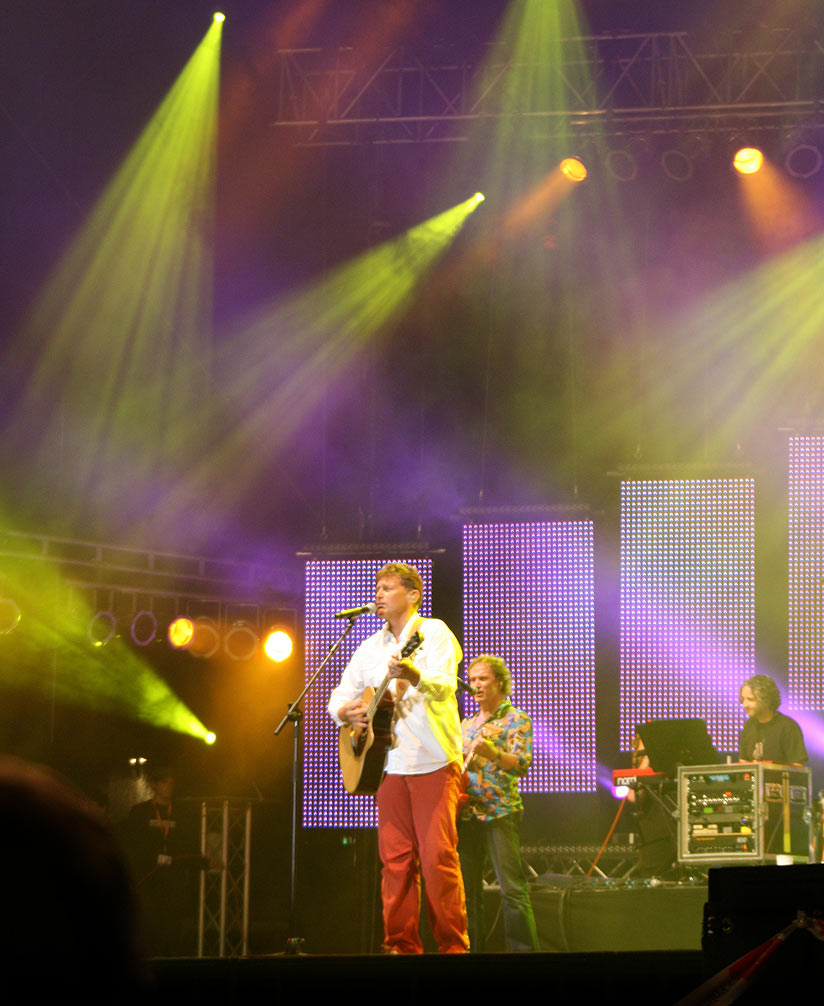
Rainhard Fendrich 2007

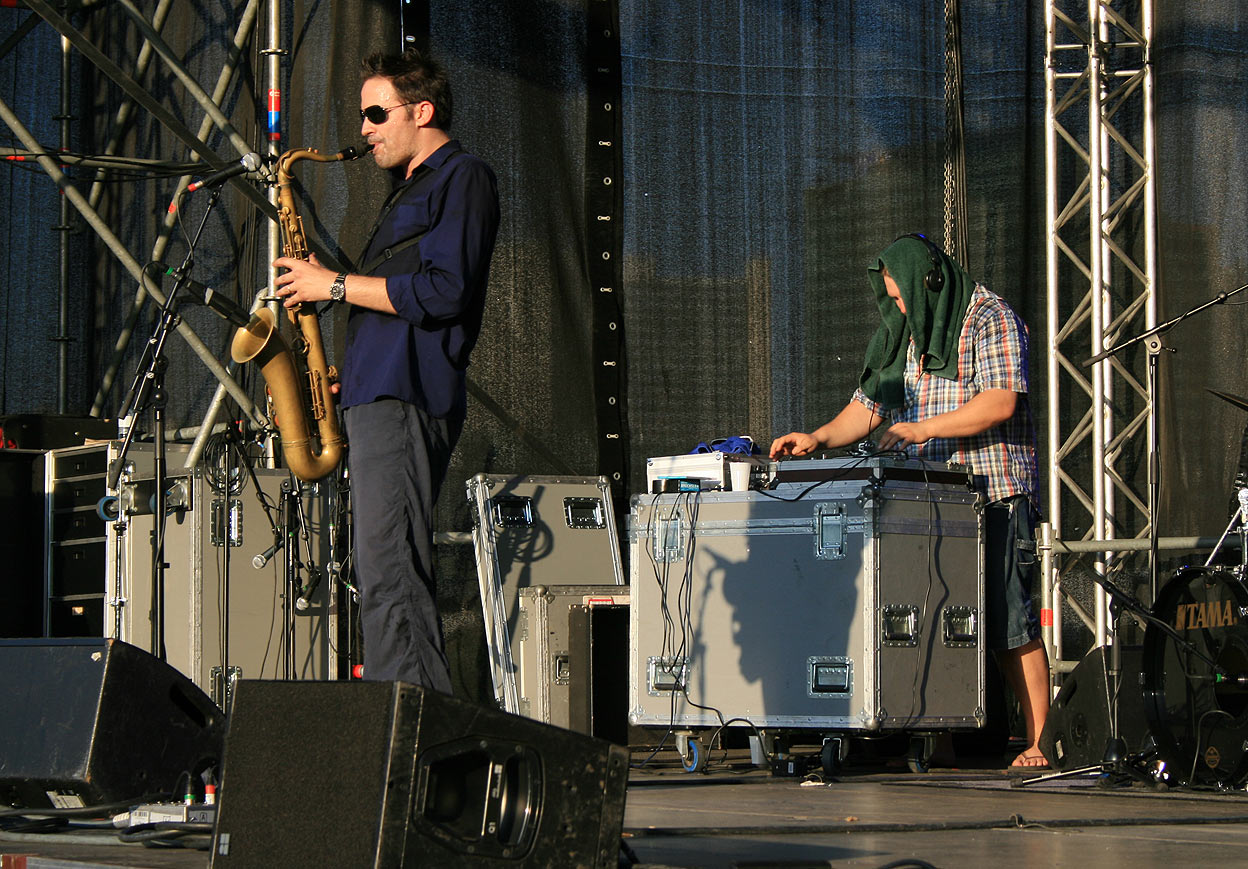
Drechsler 2007

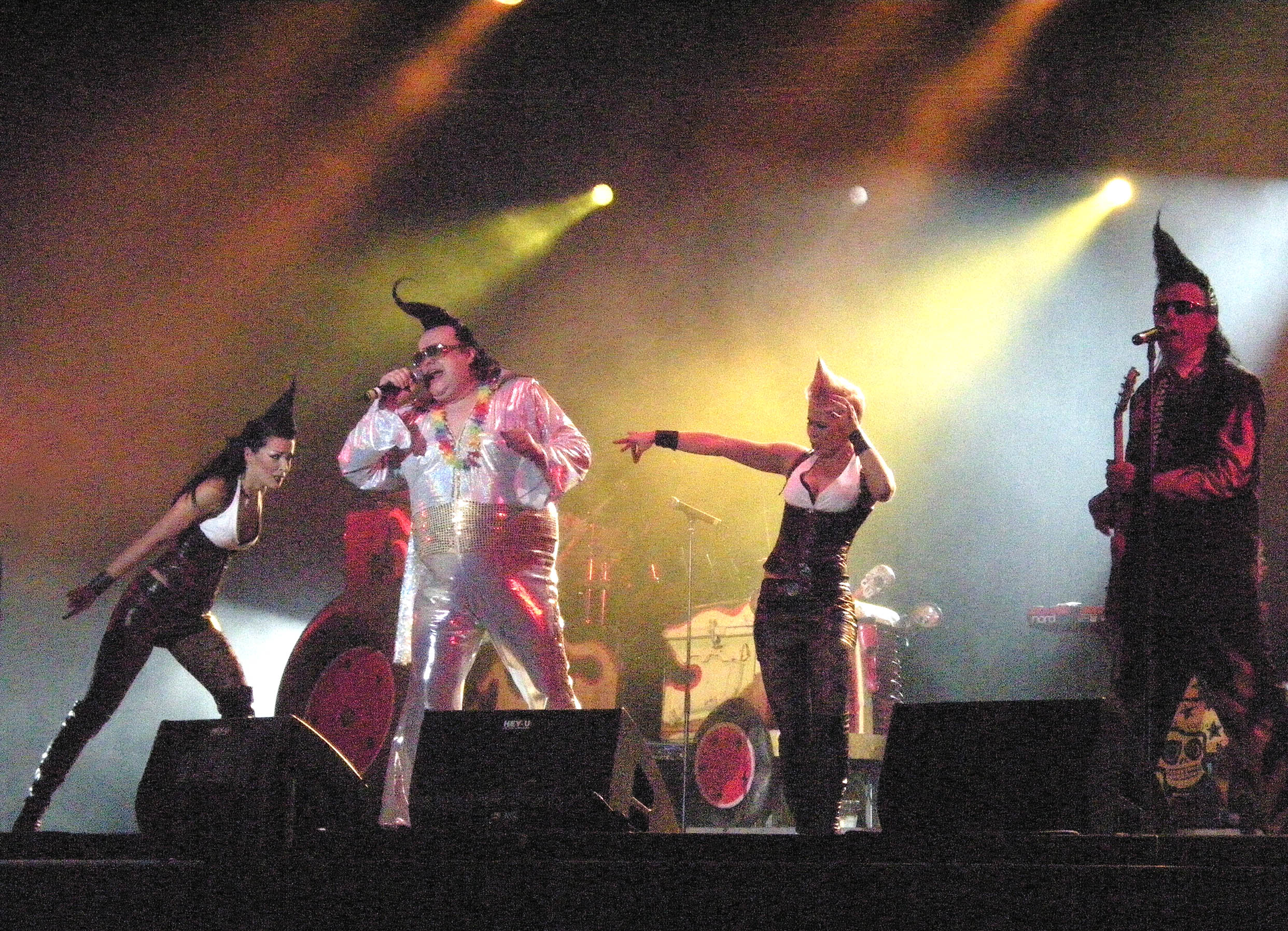
Leningrad Cowboys 2008

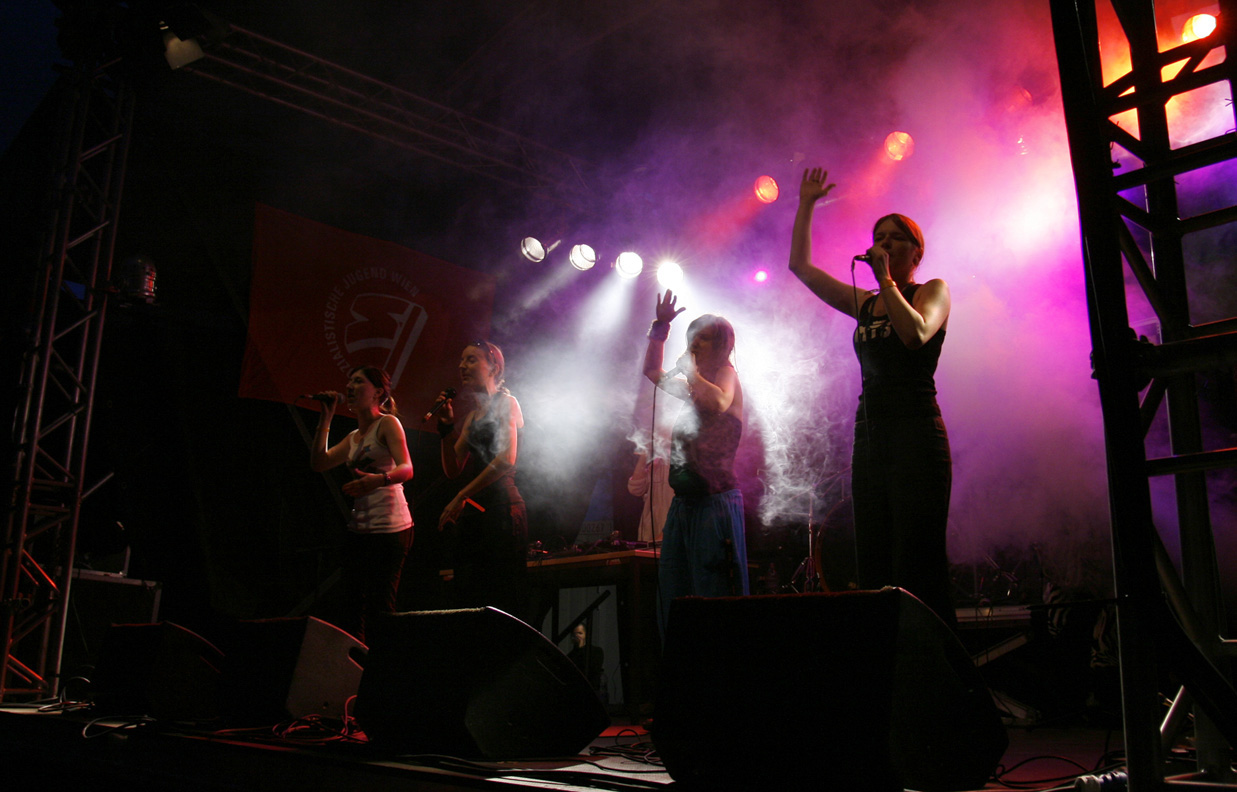
Multitaskingsistas 2008

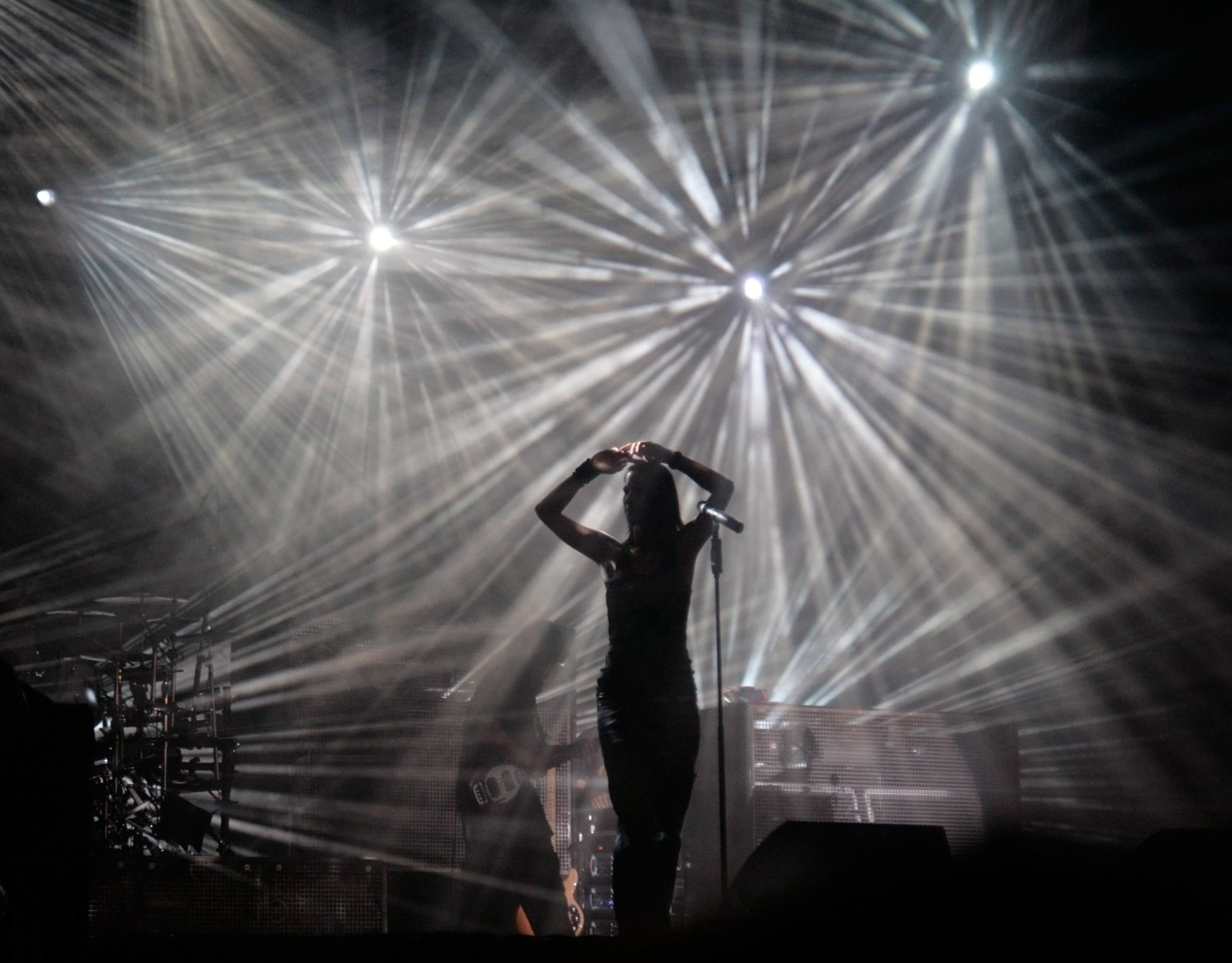
Christina Stürmer 2009

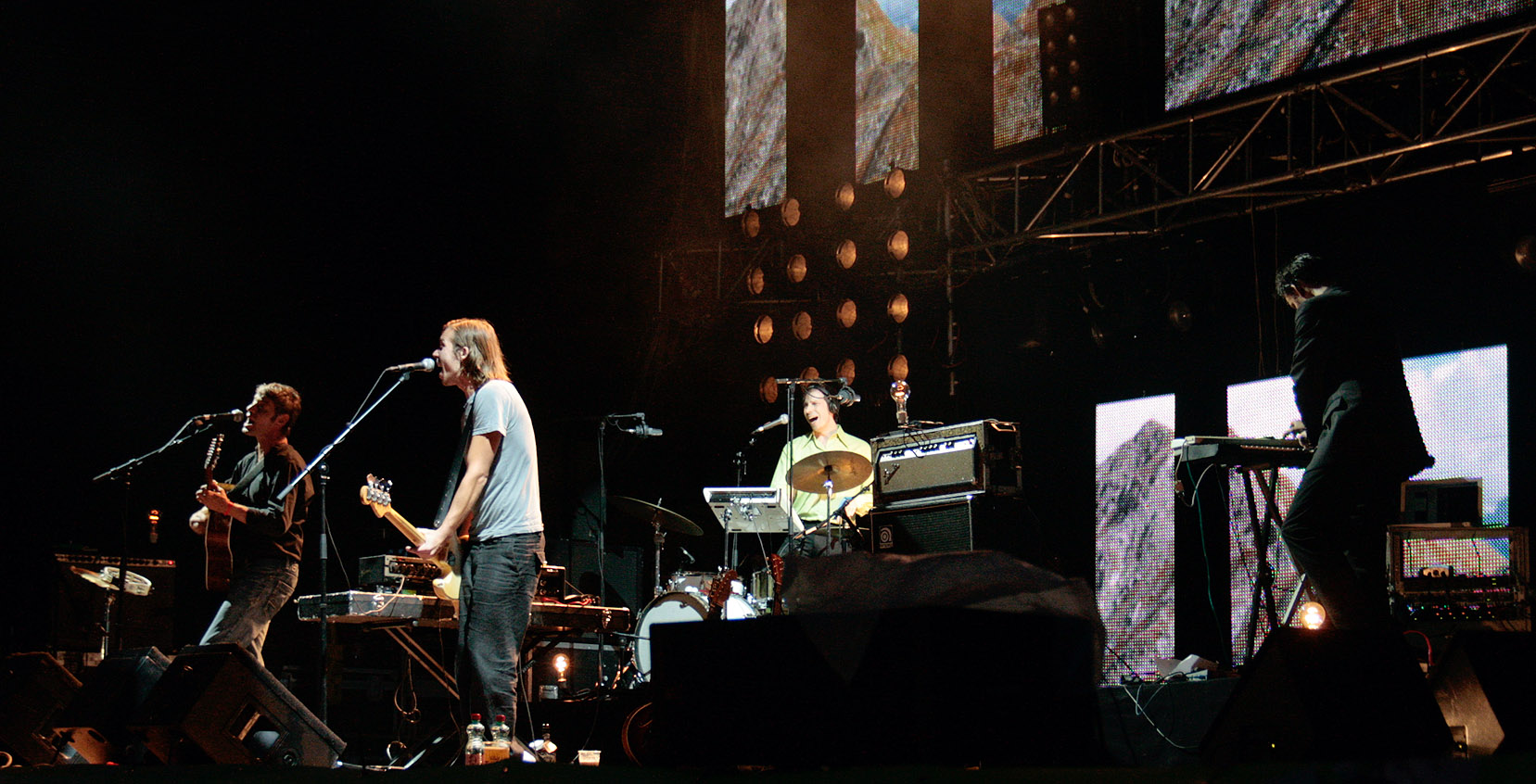
Naked Lunch 2009

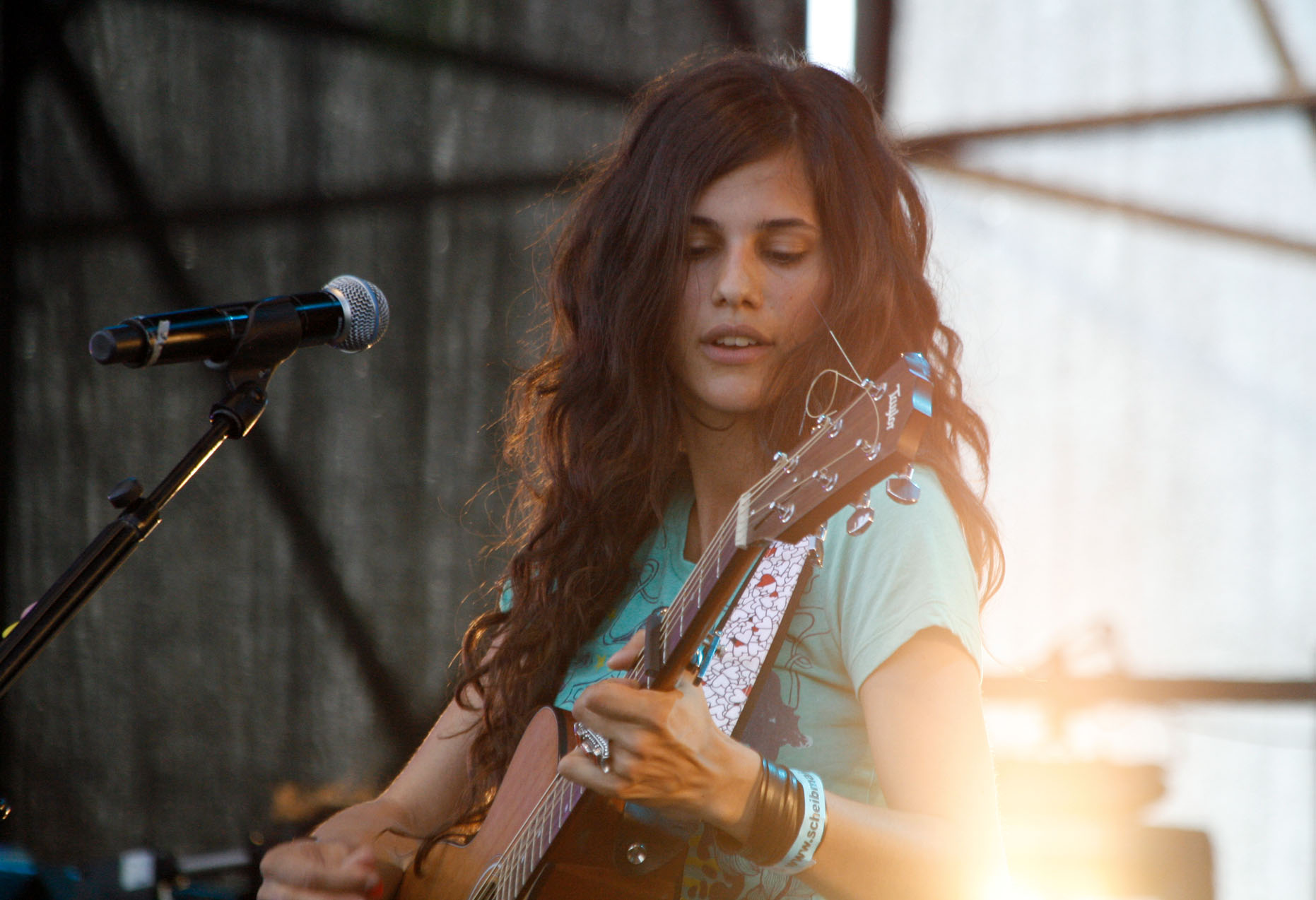
Anna F. 2010

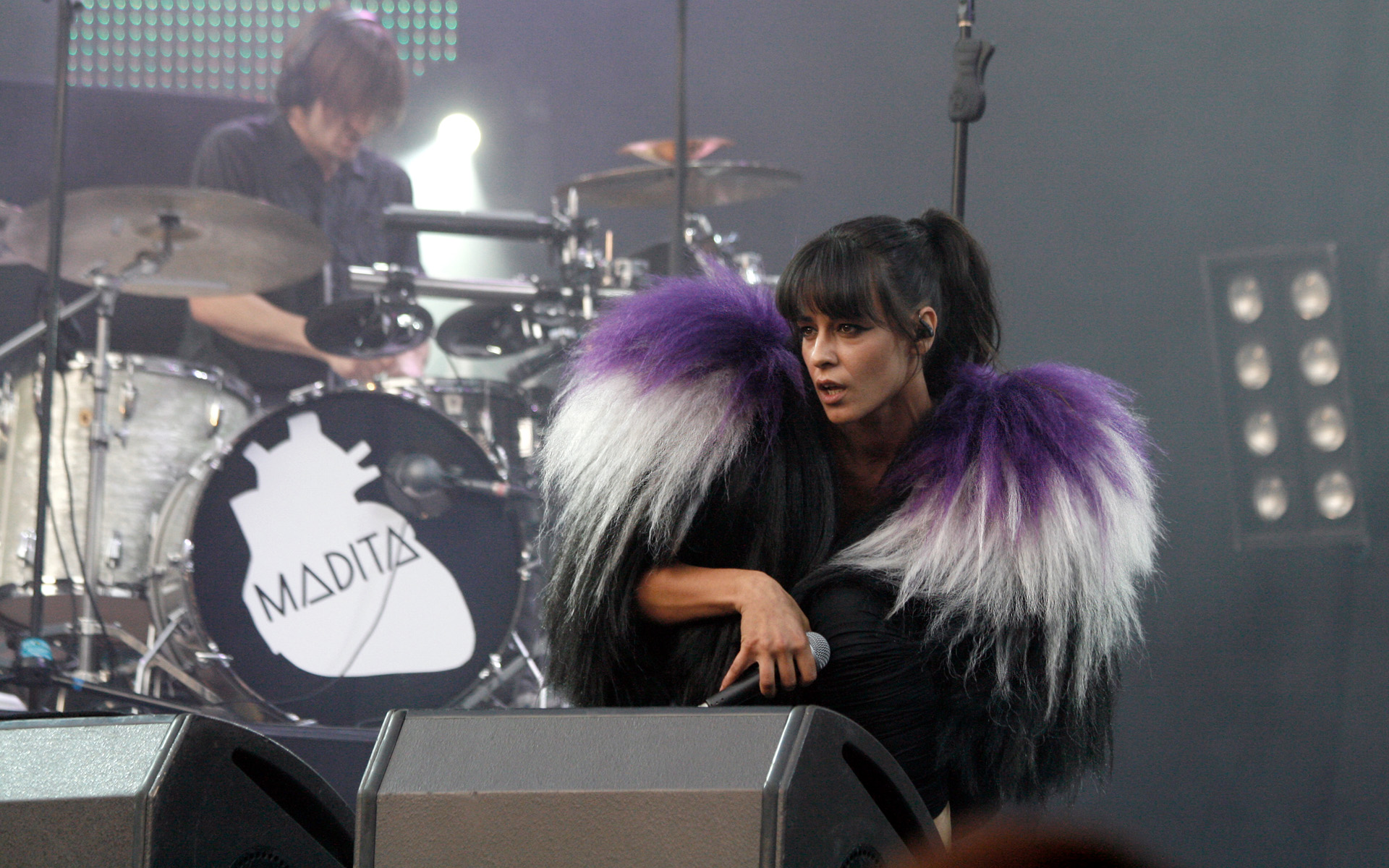
Madita 2010

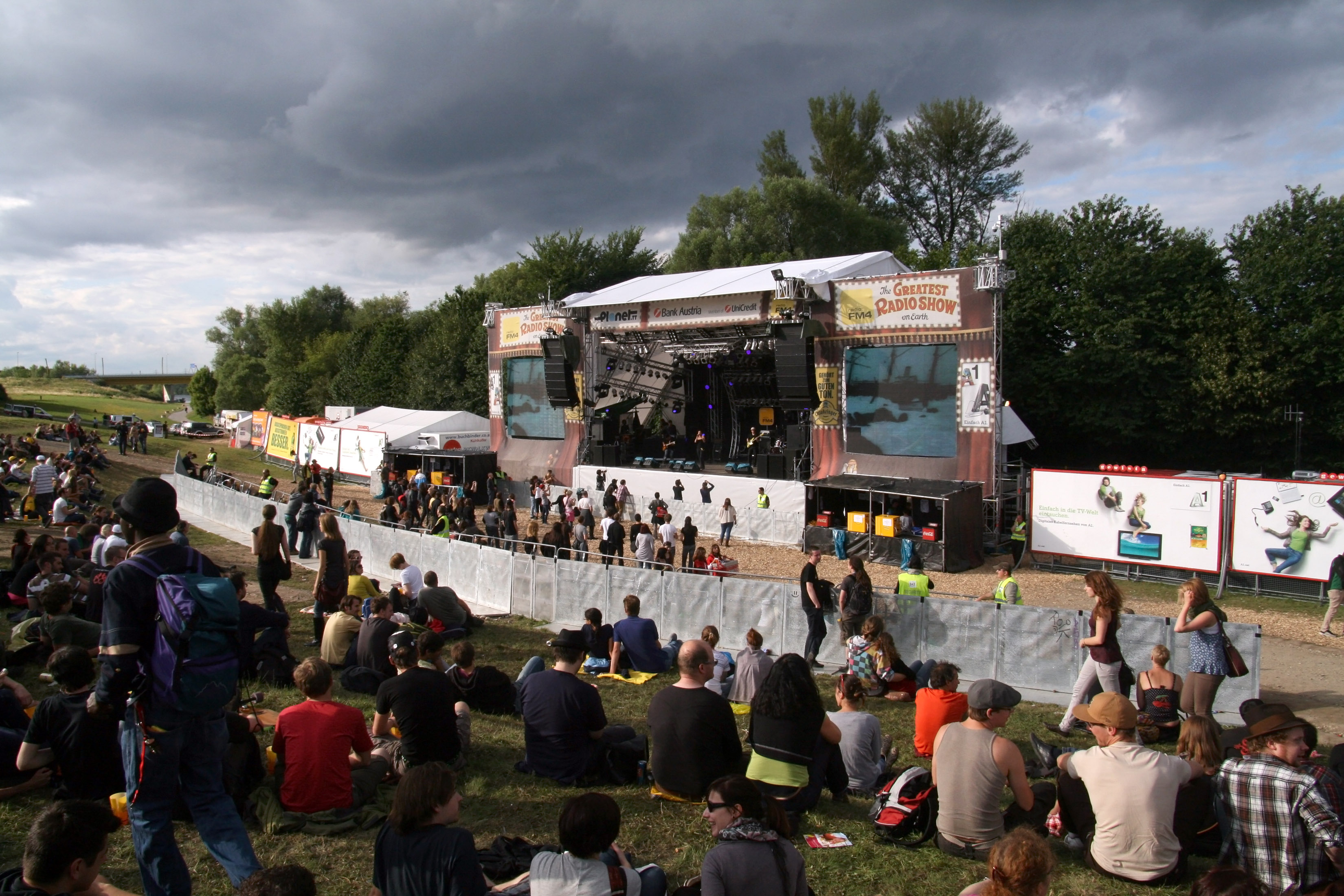
SAEDI 2011

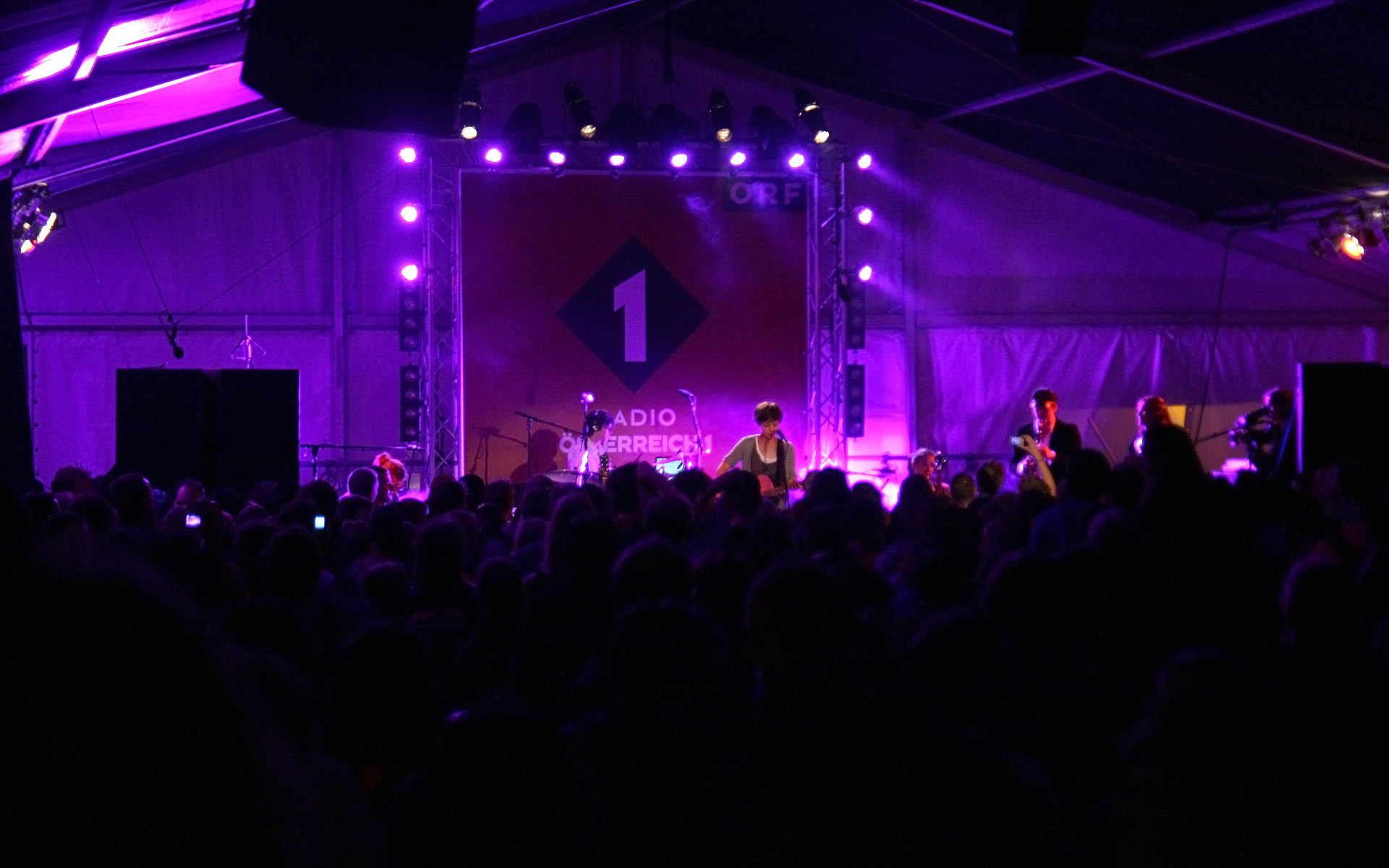
Clara Luzia 2011

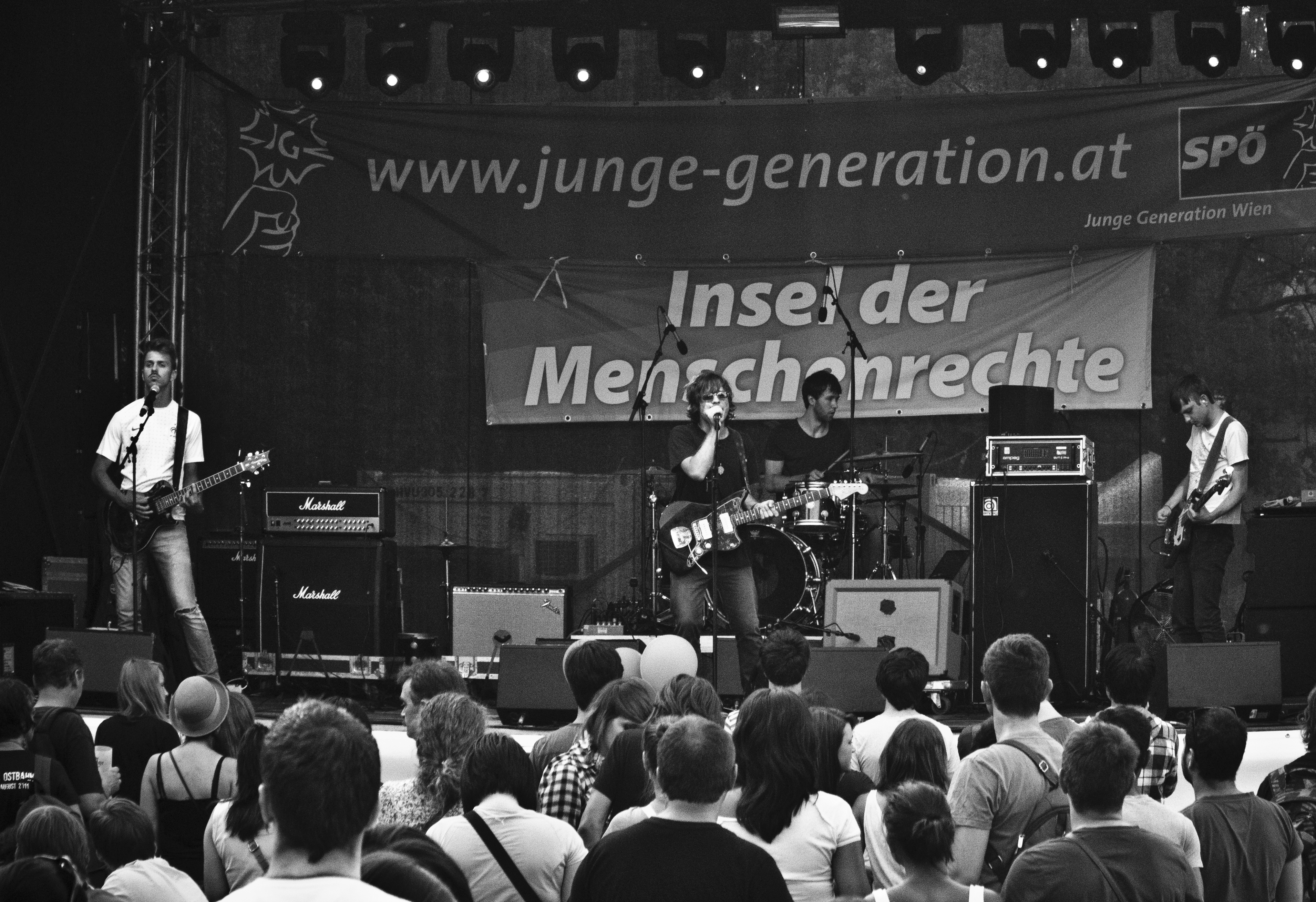
Stereoface 2012

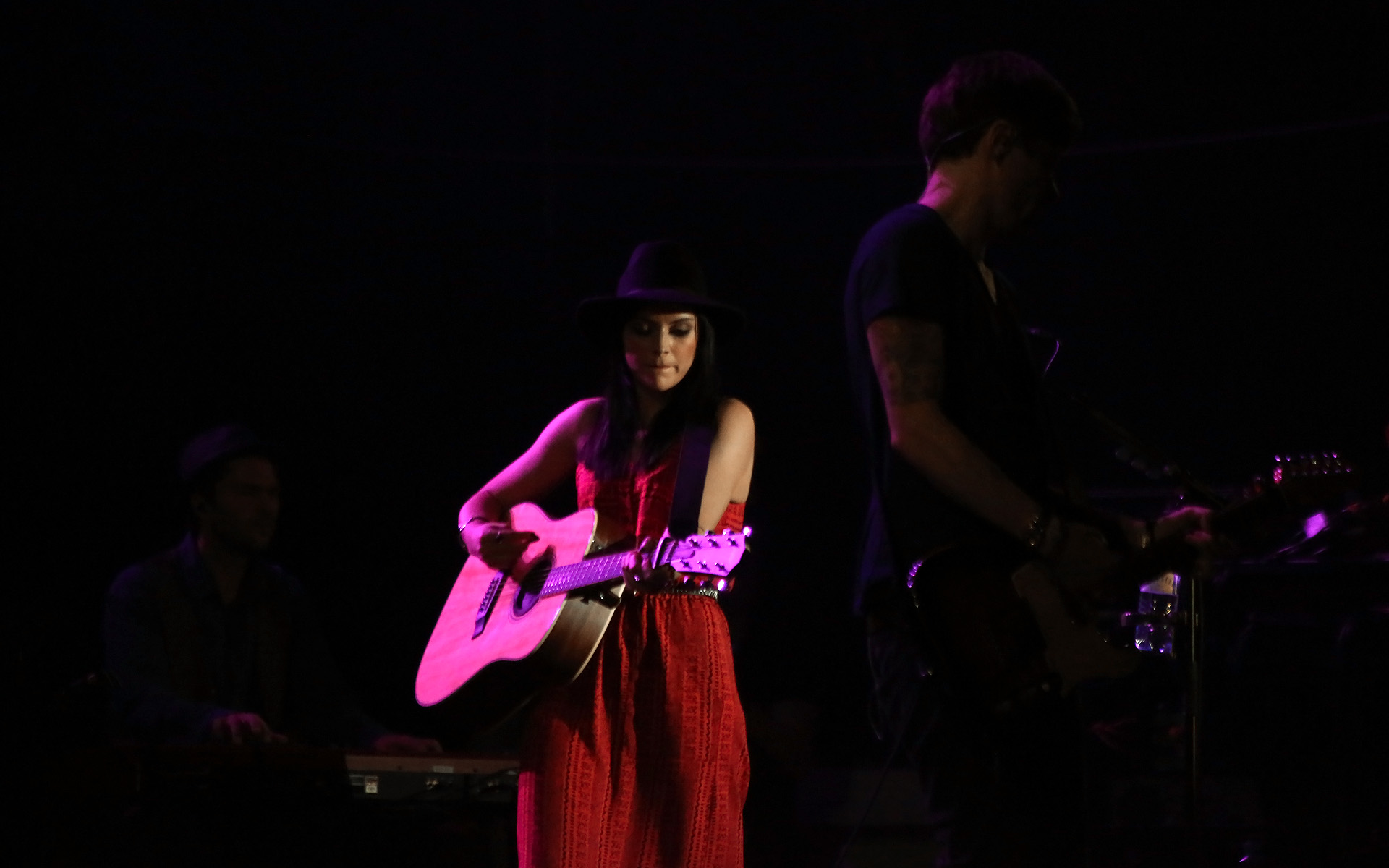
Amy Macdonald 2013

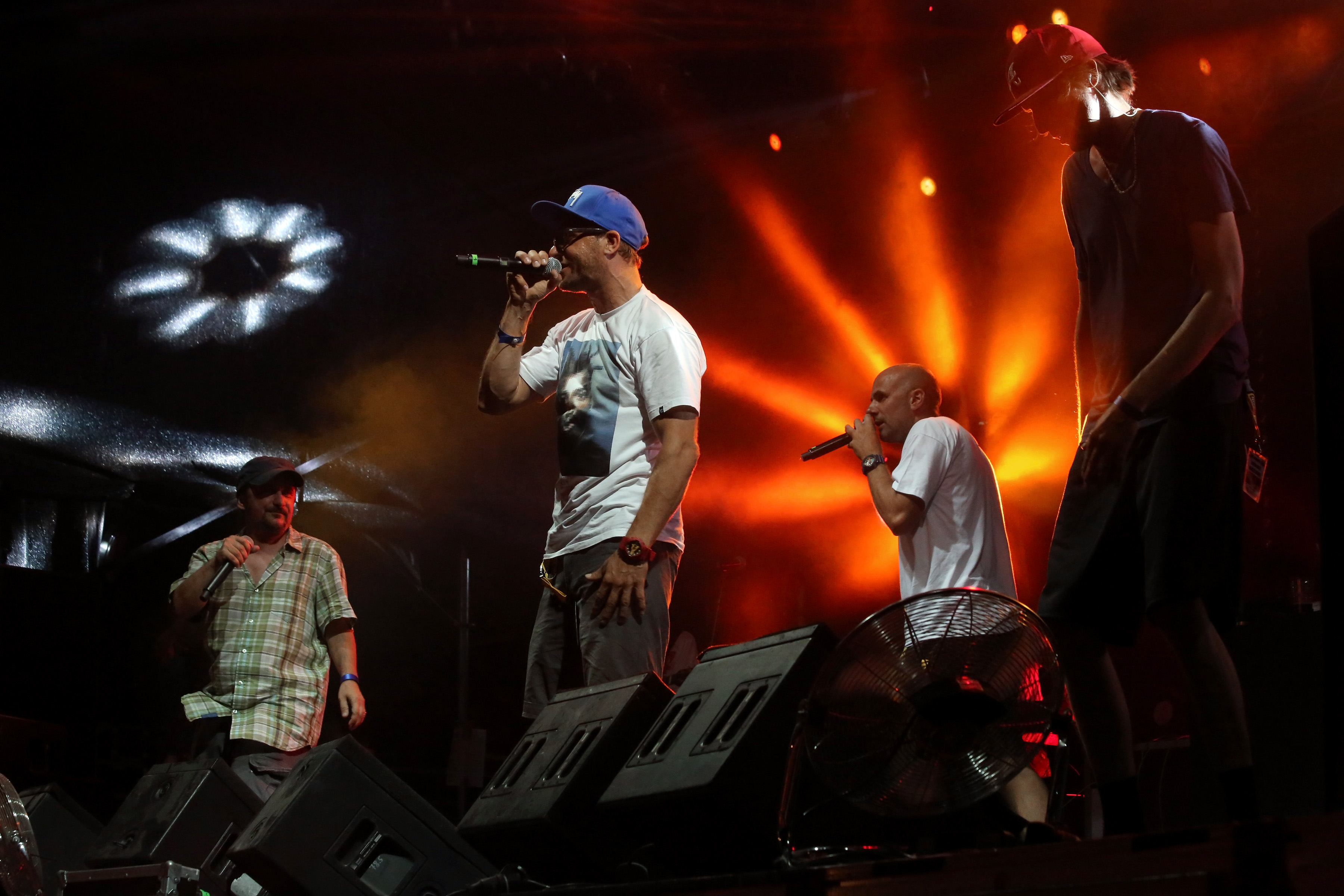
Texta ft. SK Ambassadors 2013

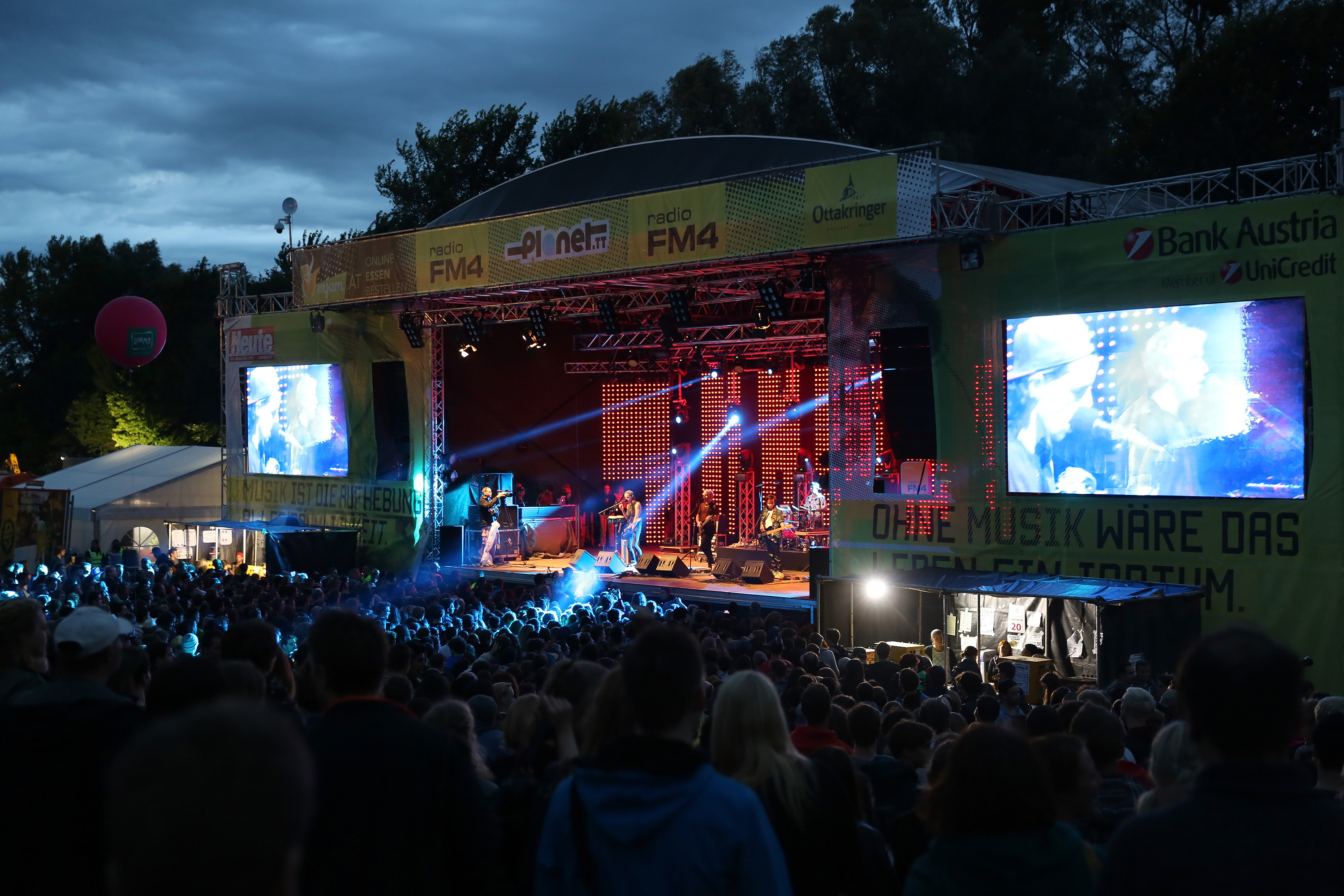
Bilderbuch 2014

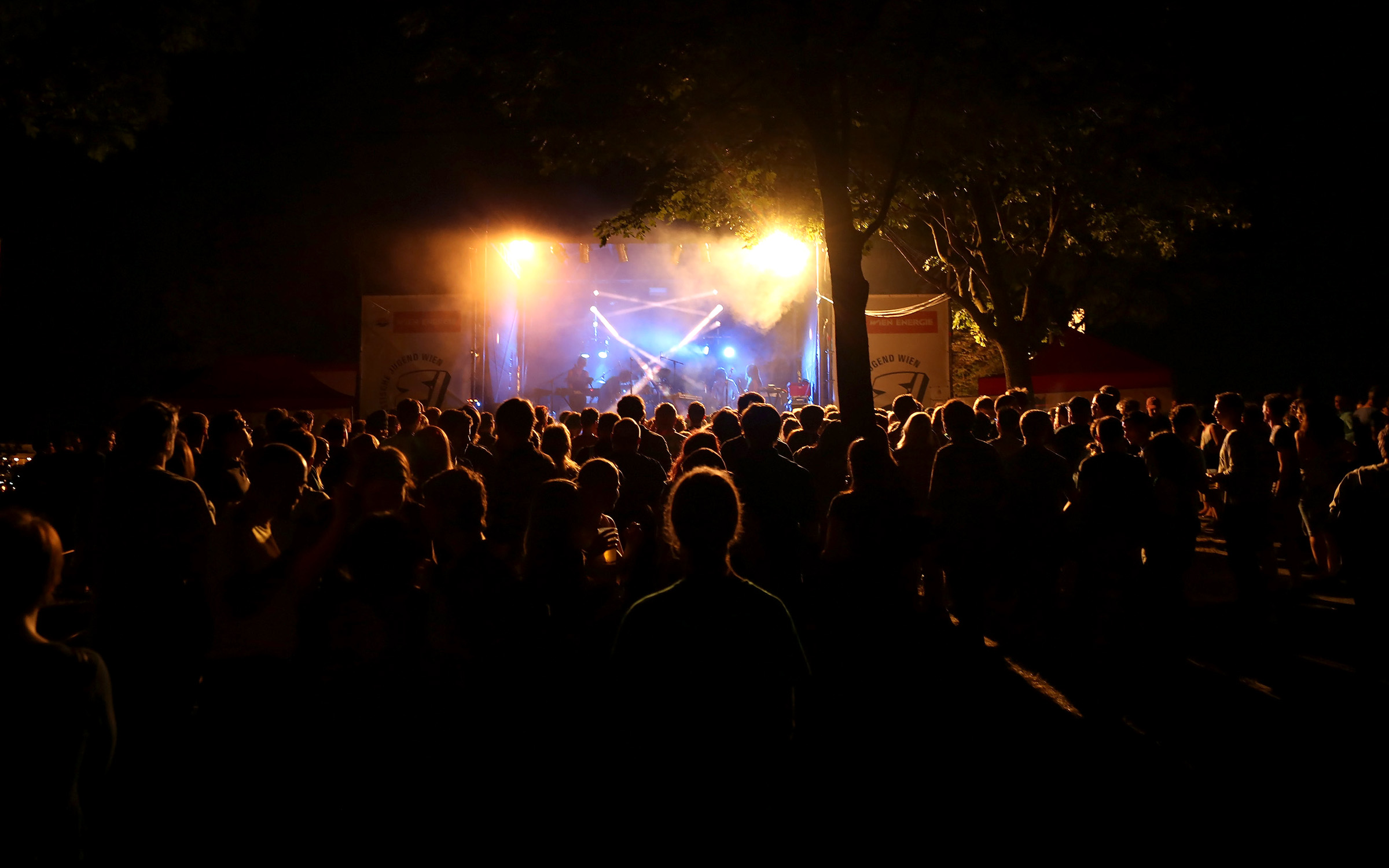
Velojet 2014

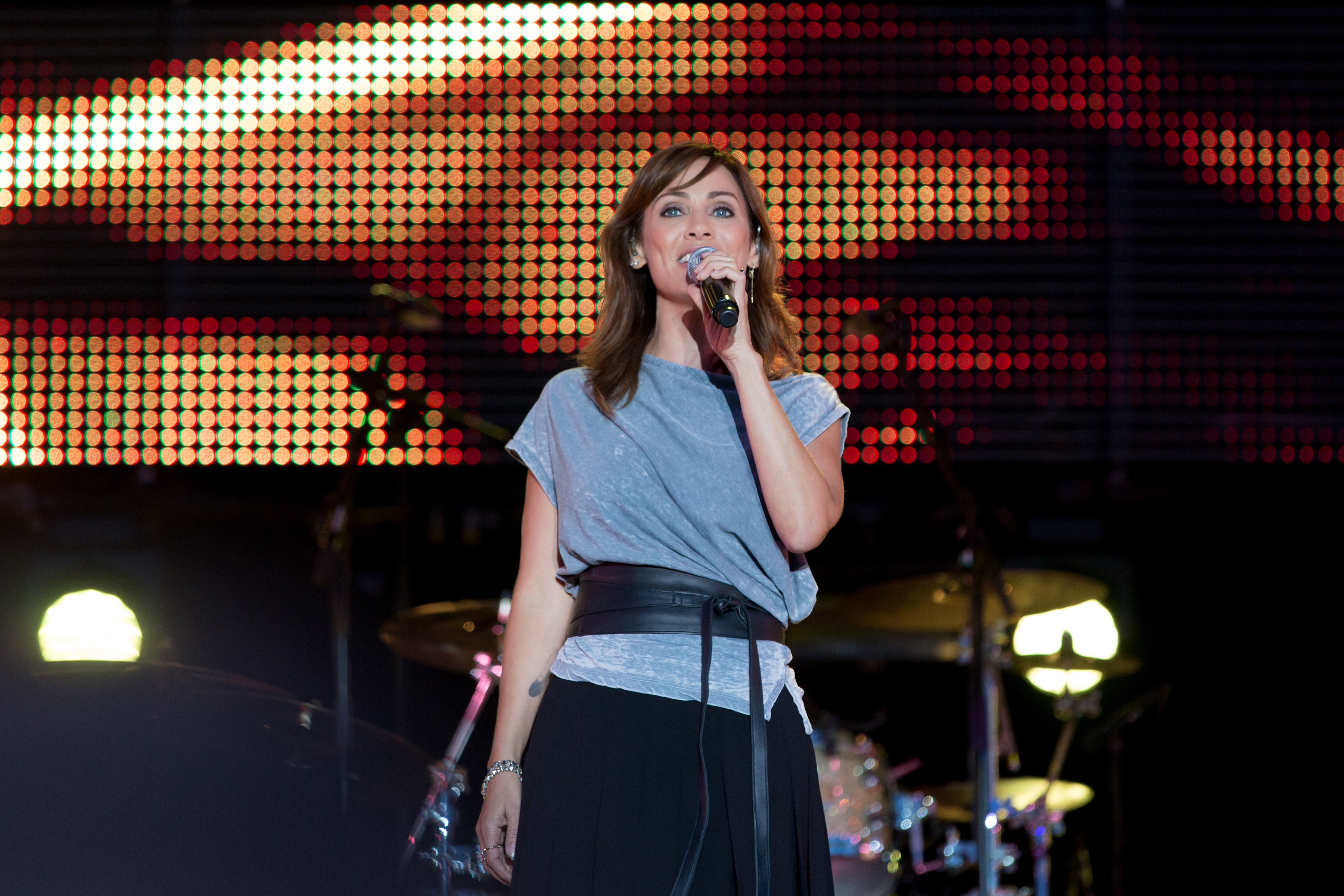
Natalie Imbruglia 2015

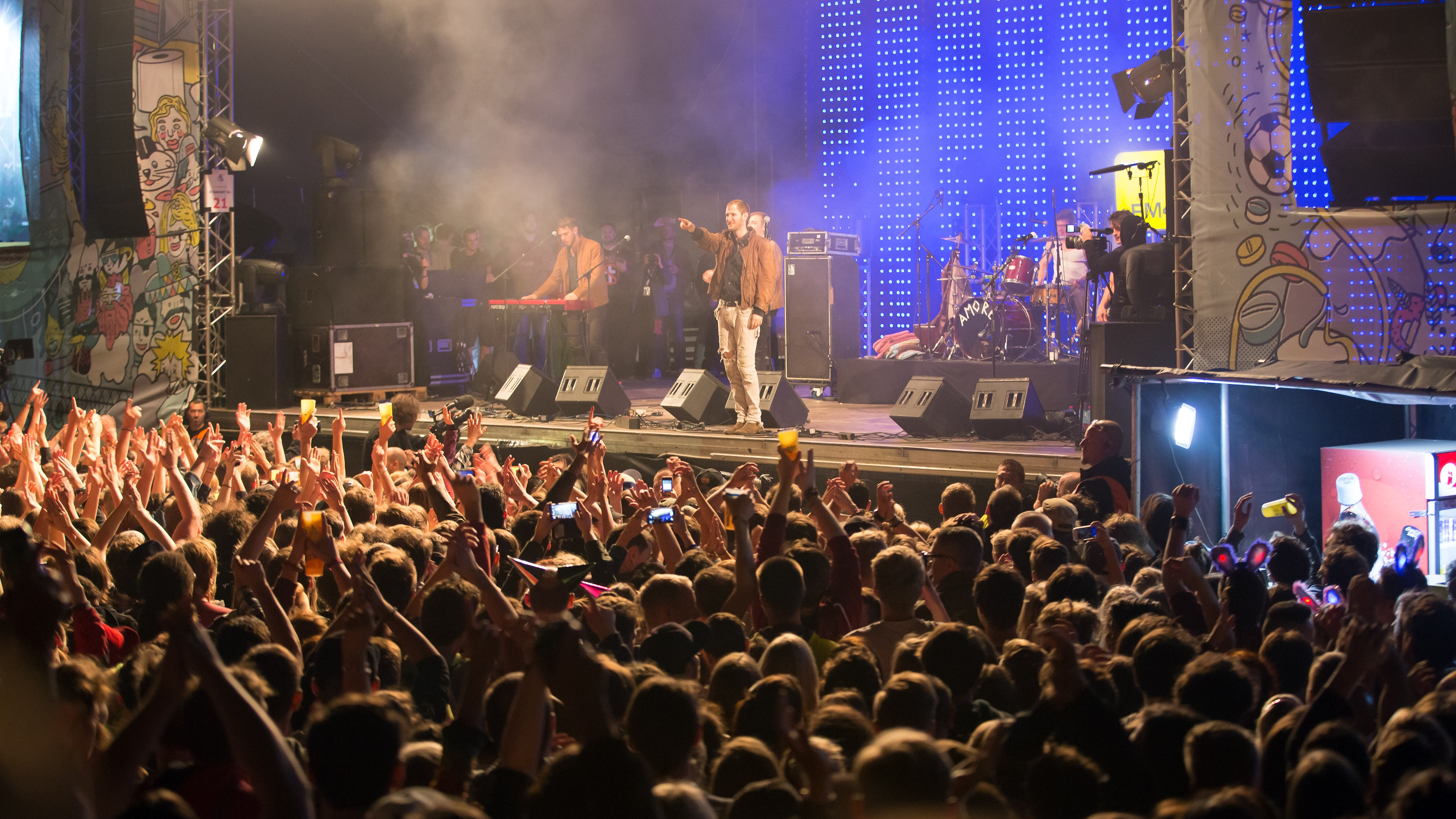
Wanda 2015

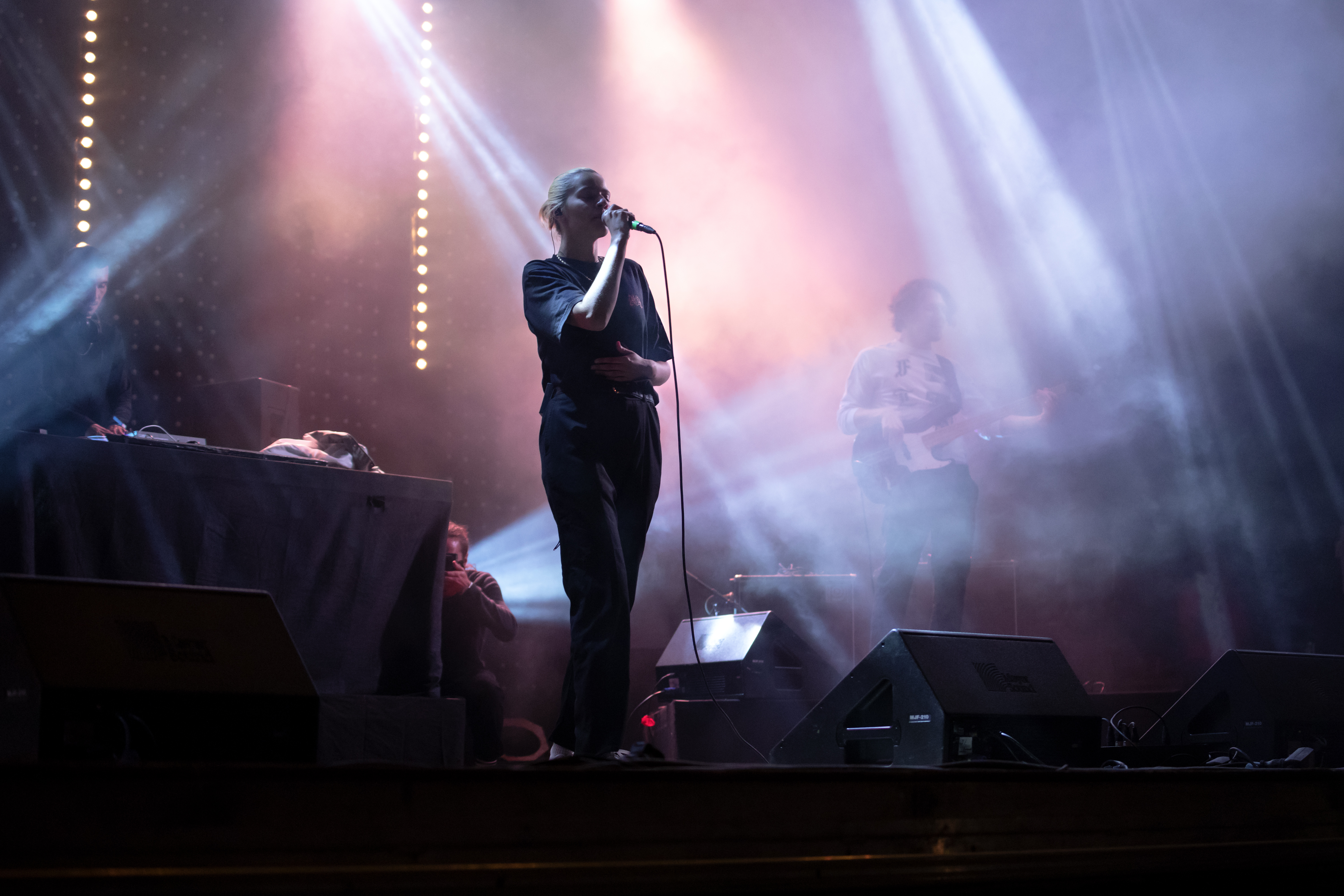
Mavi Phoenix 2018

Anfänge 1983 als „kulturelles Frühlingsfest“
Schon während der Bauarbeiten wurde an den Ufern gegrillt und am Wasser relaxt. Auch das allererste Donauinselfest fand bereits 1983 auf einem für die Öffentlichkeit freigegebenen Teil der noch unfertigen Insel statt, daher feierte das Donauinselfest 2018 sein 35-jähriges Jubiläum, die Insel erst ihr 30-jähriges.
Kulturelles Frühjahresfest 1983
Datumsbereich: im Mai 1983
Konzerte:
Minisex, Tom Pettings Hertzattacken und Heli Deinboek
Besucherzahl: 160.000
Besonderes/Anmerkung: Veranstaltungsort war ein Parkplatz bei der Floridsdorfer Brücke.
Motto: keine Informationen
1. Donauinselfest 1984
Datumsbereich: Samstag, 19. Mai und Sonntag, 20. Mai. 1984
Konzerte:
19.5.: Blue Note Seven, S.T.S., Dana Gillespie & Cobras, Alexander Goebel, Ulla Meinecke, Wolfgang Lindner Band, Granny Turtleman, Franco Andolfo, Lucilla Galeazzi, Al Martino, Antonello Venditti
20.5.: Ranquill, Neely Brown, Gandalf, Wilfried, Musical Youth
Besucherzahl: keine Informationen
Besonderes/Anmerkung: keine Informationen
Motto: keine Informationen
2. Donauinselfest 1985
Datumsbereich: Freitag, 17. Mai bis Sonntag, 19. Mai 1985
Konzerte:
17. 5.: Lucio Dalla, Maria Bill, Dana Gillespie, S.T.S., Minisex
18. 5.: Toni Stricker, Luis Eduardo Aute, Manitas de Plata
19. 5.: Tony Sheridan, Al Cook, Ty Tender, Old Formation, Papa Bilek ́s Band
Besucherzahl: keine Informationen
Besonderes/Anmerkung: keine Informationen
Motto: keine Informationen
3. Donauinselfest 1986
Datumsbereich: Freitag, 23. Mai bis Sonntag, 25. Mai 1986
Konzerte:
23. 5.: Bruji, Ina Deter, Edo Zanki, Divano Cemento, Jazz Gitti & Disco Killers, Supermax und 8 int. Künstler, Antonello Venditti, Zwielicht, Erstes Wiener Zaubertheater
24. 5.: Boris Bukowski, EAV, Manfred Holub, Joesi Prokopetz
25. 5: Judy Archer von den The Les Humphries Singers, Al Cook with Harry & Mike. Ted Herold, Wolfgang Lindner Band, Little Franky and the Townbeats, Milica, Old Formation, Piano Killer, Ty Tender & The Rockin Fifties
Besucherzahl: keine Informationen
Besonderes/Anmerkung: keine Informationen
Motto: keine Informationen
4. Donauinselfest 1987
Datumsbereich: Freitag, 22. Mai bis Sonntag, 24. Mai 1987
Konzerte:
22. 5.: Wolfgang Ambros, Ulli Bäer, Andy Baum, Claudia K., Willi Resetarits, Tschako, Wilfried
23. 5.: Iff Bennett & Band, Reinhold Bilgeri, Hansi Dujmic, Eva, Dana Gillespie, Helmut Bibl und 4 Musiker (Band Dana Gillespie), Hypersax, Richard Oesterreicher Big Band, Carl Peyer, Caterina Valente
24. 5.: Rocco Granata, Casey Jones, Martin Kunz u. a. (Musik Peter Kraus), Peter Kraus, Susanne Kreuzberger (Peter Kraus Show), Martin Schindelar u. a. (Peter Kraus Show), Wolfgang Lindner Band, Old Formation, Ty Tender
Besucherzahl: keine Informationen
Besonderes/Anmerkung: keine Informationen
Motto: keine Informationen
5. Donauinselfest 1988
Datumsbereich: Freitag, 27. Mai bis Sonntag, 29. Mai 1988
Konzerte:
27. 5.: José Feliciano & Band, Out of time, Carl Peyer Band
28. 5.: Andy Baum, Iff Bennett & Band, Claudia K. & Band, Georg Danzer & Band, Enze E I Cotori Dell` Amore, Dana Gillespie, Hypersax, Etta Scollo & Band, Luca Carboni
29. 5.: Sieger Rock Podeo 1988, Ulli Bäer, Reinhold Bilgeri & Band, Peter Cornelius. Kurzschluss. Jazz Gitti, Pur, Wilfried
Besucherzahl: keine Informationen
Besonderes/Anmerkung: keine Informationen
Motto: keine Informationen
6. Donauinselfest 1989
Datumsbereich: Freitag, 19. Mai bis Sonntag, 21. Mai 1989
Konzerte:
19. 5.: Wolfgang Ambros, Cooma, Jimi and the Zodiacs, Etta Scollo & Band, Wilfried & Band, Jitka Woodhams, Lisa Fitz und Hydra Connection, Ali Khan
20. 5.: Andy Baum, Reinhold Bilgeri & Band, Erwin Bros & Band, Peter Cornelius & Band, Etta Scollo, The Intergalactic Maidenballet, Lipstick, Antonello Venditti
21. 5.: Gus Backus, Euro Five Showband (Gus Backus Show), Jazz Gitti & Disco Killers, Rainhard Fendrich & Band, Bill Ramsey, Magic Sound (Bill Ramsey Band), Carl Peyer, Twilight
Besucherzahl: keine Informationen
Besonderes/Anmerkung: keine Informationen
Motto: keine Informationen
7. Donauinselfest 1990
Datumsbereich: Donnerstag, 24. Mai bis Sonntag, 27. Mai 1990
Konzerte:
24. 5.: Fest-Insel: Boris Bukowski & Band, Carl Peyer & Band, Blue Thier und die Cocoband, Wilfried & Band, Stefanie Werger & Band, Opus
25. 5.: Fest-Insel: Roger Chapman, Happl Band, William Stone & The Hot Spice, Alla Pugachova, Silly
26. 5.: Fest-Insel: Wolf! & Band, Hansi Lang, Twilight, Espresso, Pinguine, Etta Scollo, Rennbahn-Expreß Austro-Pop-Show mit Reinhold Bilgeri, Peter Cornelius, Simone, Thomas Forstner, Minisex, Waterloo, Gary Lux & Shirley Kimberley, Joy, Klaus Pruenster, Will & The Power, Andy Radovan, The Form, Wiener Wunder und andere
27. 5.: Fest-Insel: Gary Lux & der größte Kinderchor der Welt, C Abbew, Big-Band der Konservatoriums Preßburg, Malianga & Andonara & Despina & Bousouki & Folklore, El Fisher, Ulli Bäer, Jazz Gitti & Disco Killers, Reinhold Bilgeri
Besucherzahl: keine Informationen
Besonderes/Anmerkung: keine Informationen
Motto: keine Informationen
8. Donauinselfest 1991
Datumsbereich: Freitag, 21. Juni bis Sonntag, 23. Juni 1991
Konzerte:
21. 6.: Fest-Insel: Hypersax, Mo, Carl Peyer, Heinz Rudolf Kunze, S.T.S.
22. 6.: Fest-Insel: Cariot, Scholmit B. Power, Dee Mona, Wolf! & Band, Johnny Logan, Lucio Dalla
23. 6.: Fest-Insel: Glashaus, William Stone & The Hot Spice, Ty Tender & The Rockin` Fifties, Andy Lee Lang, Bambis, Kool & the Gang, City Cops
Besucherzahl: keine Informationen
Besonderes/Anmerkung: keine Informationen
Motto: keine Informationen
9. Donauinselfest 1992
Datumsbereich: Freitag, 26. Juni bis Sonntag, 28. Juni 1992
Konzerte:
26. 6.: Fest-Insel: Smart Import, Wolf! & Band, Etta Scollo & Band, Reinhold Bilgeri & Band, Bonnie Tyler
27. 6.: Fest-Insel: Fallschirmspringer ?, Josh & Die Emotionen, Konstantin Wecker & Band, Mother’s Finest, Papermoon, Udo Jürgens
28. 6.: Fest-Insel: Hydra, Mandy, Andy Lee Lang, City Cops, Boyz from Hairnoice, Ulli Bäer, Hypersax, Dance with a Stranger, Smokie
Besucherzahl: keine Informationen
Besonderes/Anmerkung: keine Informationen
Motto: keine Informationen
10. Donauinselfest 1993
Datumsbereich: Freitag, 25. Juni bis Sonntag, 27. Juni 1993
Konzerte:
25. 6.: Fest-Insel: Gerald Gaugeler & Band, Hansi Lang, Josh & Emotion, Konstantin Wecker & Band, Mother’s Finest, Papermoon
26. 6.: Fest-Insel: Three Girl Madhouse, Judi Silvano, Lele Giha, Tony Wegas Feuerwerk, Gianna Nannini & Band, Hot Chocolate
27. 6.: Fest-Insel: Twist of Fate, Beat 4 Feet, Kid Safari, Opus, Falco, Dr. Alban, Peter Duke, Haindling, City Cops
Besucherzahl: keine Informationen
Besonderes/Anmerkung: Beim Konzert Falcos führte ein starker Gewitterschauer zu teilweiser Überschwemmung der Bühne und letztlich zum Ausfall des Equipments. Davor war bereits während Nachtflug durch einen Blitzschlag der Strom kurzzeitig ausgefallen.
Motto: keine Informationen
11. Donauinselfest 1994
Datumsbereich: Freitag, 24. Juni bis Sonntag, 26. Juni 1994
Konzerte:
24. 6.: Fest-Insel: Blowjop Rounder Girls, Georg Danzer & Christian Kolonovits, Kim Wilde
25. 6.: Fest-Insel: Liszl Mo & Band, Sailor, Rainhard Fendrich
26. 6.: Fest-Insel: Hannibal Means begleitet von Magic Sound, Bill Ramsey begleitet von Magic Sound, Jazz Gitti, The Kelly Family, Wolfgang Ambros
Besucherzahl: keine Informationen
Besonderes/Anmerkung: keine Informationen
Motto: keine Informationen
12. Donauinselfest 1995
Datumsbereich: Freitag, 23. Juni bis Sonntag, 25. Juni 1995
Konzerte:
23.06.: Fest-Insel: Social Graces, Picasso, Stefanie Werger, Joe Cocker
24.06.: Fest-Insel: Rainhard Theiser & Band, Ausseer Hardbradler, Joni Madden, The Kelly Family
25.06.: Fest-Insel: The Continentals, Andy Lee Lang & the Spirits, City Cops, Bill Haley's Original Comets, Roma-All-Star-Band, Zucchero
1. Ö1-Radiobühne: Herwig Seeböck, Broadlahn, Steinböck & Rudle, Leo Lukas, Wiener Tschuschenkapelle, Roland Neuwirth und seine Extremschrammeln, Mini Bydlinski
Besucherzahl: keine Informationen
Besonderes/Anmerkung: Erstmals ein Ö1 Kulturzelt
Motto: keine Informationen
13. Donauinselfest 1996
Datumsbereich: Freitag, 21. Juni bis Sonntag, 23. Juni 1996
Konzerte:
21.06.: Fest-Insel: Shine, Mokesch, Danzer–Bäer–Baum, Toto
22.06.: Fest-Insel: Medea, Heli Deinboek, Roger Chapman, Kurt Ostbahn, Roger Clinton, Al Bano & Romina Power
23.06.: Fest-Insel: Two of us, Opus, Pur, S.T.S.
2. Ö1-Radiobühne: keine Informationen
Besucherzahl: keine Informationen
Besonderes/Anmerkung: Das Programm am Samstag wurde kurzfristig wegen eines Schlechtwetters abgesagt.
Motto: keine Informationen
14. Donauinselfest 1997
Datumsbereich: Freitag, 20. Juni bis Sonntag, 22. Juni 1997
Konzerte:
20.06.: Fest-Insel: Teufel & der Rest der Götter, Heli Deinboek, Ludwig Hirsch, Chris Rea
21.06.: Fest-Insel: Swingtime Bigband, Ensemble von Theater an der Wien – Best of Musical, Wolfgang Ambros
22.06.: Fest-Insel: Picturehouse, Stranzinger, Jean Bosco Safari, Legendary Ladies
3. Ö1-Radiobühne: keine Informationen
Besucherzahl: keine Informationen
Besonderes/Anmerkung: keine Informationen
Motto: keine Informationen
15. Donauinselfest 1998
Datumsbereich: Freitag, 26. Juni bis Sonntag, 28. Juni 1998
Konzerte:
26.06.: Fest-Insel: Trapped Instinct, Mo, Kurt Ostbahn, Simple Minds
27.06.: Fest-Insel: Die Seer, Ausseer Hardbradler, Bluatschink, EAV, Austria 3
28.06.: Fest-Insel: Äbyss, t-ng, Fool’s Garden, The Kelly Family
4. Ö1-Radiobühne: keine Informationen
Besucherzahl: keine Informationen
Besonderes/Anmerkung: keine Informationen
Motto: keine Informationen
16. Donauinselfest 1999
Datumsbereich: Freitag, 25. Juni bis Sonntag, 27. Juni 1999
Konzerte:
25.06.: Fest-Insel: Grünzweig, Patent Ochsner, BAP, S.T.S.
26.06.: Fest-Insel: Swing-Fever, Best of Musical, Wiener Klassik
27.06.: Fest-Insel: The Untouchables, RTL3, Kid Creole & the Coconuts, Stefanie Werger, The Beach Boys
5. Ö1-Radiobühne: keine Informationen
Besucherzahl: keine Informationen
Besonderes/Anmerkung: keine Informationen
Motto: Nix wie Hin!
17. Donauinselfest 2000
Datumsbereich: Donnerstag, 22. Juni bis Sonntag, 24. Juni 2000
Konzerte:
22.06.: Fest-Insel: Hypersax & Sinfonieorchester, Vorbühne: Willy Astor, Ensemble von Vereinigte Bühnen Wien – Best of Musical, Natalie Choquette & United Philharmonic Vienna unter der Leitung von Richard Edlinger
Ö3-Insel: Unique II, X-treme, Looma, 3. Generation
23.06.: Fest-Insel: The Untouchables, Christine Jones & Jonesmobile, The Rounder Girls, Dorretta Carter, Smokie
Ö3-Insel: Two in One, Marque, Prezioso feat. Marvin, 883
24.06.: Fest-Insel: Garish, Ensemble von Vereinigte Bühnen Wien spielt Beatles, Ensemble von Vereinigte Bühnen Wien spielt ABBA, Sandra Pires, Gipsy Kings
Ö3-Insel: Jade, Whatever, Jack Radics, Liquido, Tic Tac Toe
25.06.: Fest-Insel: Äbyss, Rauhnacht, Ausseer Hardbradler, Bluatschink, Wilfried & Band & Special Guest 4Xang, Olsen Brothers, EAV
Ö3-Insel: Jason Donovan, Echt, Sasha
6. Ö1-Kulturzelt:
22.06.: Alf Poier – Zen, Andreas Vitásek – Pscht!
23.06.: Bernhard Ludwig – Anleitungen zur sexuellen Unzufriedenheit, Adi Hirschal & Die brennenden Herzen – Der schönste Mann von Wien
24.06.: Georg Ringsgwandl & Band – Kreuzfidele Krattler, Günther Mokesch – endlich reich und schön, Klezmatov – Ale Brider
25.06.: Steinböck & Rudle – Killerkipferl 2
Besucherzahl: keine Informationen
Besonderes/Anmerkung: keine Informationen
Motto: k. A.
18. Donauinselfest 2001
Datumsbereich: Freitag, 22. Juni bis Sonntag, 24. Juni 2001
Konzerte:
22.06.: Fest-Insel: Mo & Band, Schiffkowitz & Band, Konstantin Wecker, Lucio Dalla
Ö3-Insel: Max, The Underdog Project, Marque, Gigi D’Agostino, Right Said Fred
23.06.: Fest-Insel: Urban Style, Jacqueline Patricio & Cascades, Eric Burdon & The New Animals, Gloria Gaynor & Band, Peter Cornelius & Band, Suzi Quatro & Band
Ö3-Insel: Rimini Project, Äbyss, Sugababes, Prezioso feat. Marvin, No Angels
24.06.: Fest-Insel: Vienna Harmonists, Auszug von „Little Shop Of Horrors“ (Metropol), Willy Astor (während der Umbaupause), Best of musical (Ensemble von Vereinigte Bühnen Wien), José Feliciano & Band
Ö3-Insel: Manuel Ortega, Mabel, Orange Blue, Lou Bega, Bomfunk MC’s
7. Ö1-Kulturzelt:
22.06.: Herbert Hufnagl – Land der Koffer, Die Goas
23.06.: Georg Ringsgwandl – Best of, Roland Neuwirth – Jetzt oder nie, Projekt X – Protest
24.06.: Dolores Schmidinger – Im Anfang war das Wort, Andreas Vitásek, Spielleut – Weltmusik & Wödschmäh
Besucherzahl: keine Informationen
Besonderes/Anmerkung: keine Informationen
Motto: k. A.
19. Donauinselfest 2002
Datumsbereich: Freitag, 21. Juni bis Sonntag, 23. Juni 2002
Konzerte:
21.06.: Fest-Insel: IRISHsteirisch, Hot Chocolate, Chris Norman, Peter Maffay mit special guest, Wolfgang Ambros
Ö3-Insel: keine Informationen
22.06.: Fest-Insel: backdraft, The Weather Girls, Opus, Haindling, S.T.S., Zucchero
Ö3-Insel: keine Informationen
23.06.: Fest-Insel: Birds of Soul Ausschnitte aus „Divas“ The show must go on (Metropol), Stermann & Grissemann, Best of musical (Ensemble von Vereinigte Bühnen Wien), DJ Ötzi
Ö3-Insel: keine Informationen
8. Ö1-Kulturzelt: keine Informationen
Besucherzahl: fast 3 Millionen
Besonderes/Anmerkung: k. A.
Motto: „@rbeit für morgen“
20. Donauinselfest 2003
Datumsbereich: Donnerstag, 19. Juni bis Sonntag, 22. Juni 2003
Konzerte:
19.06.: Fest-Insel: Schurli & die Motorbienen, Dennis Jale, Andy Lee Lang & The Spirit sowie Billy Swan & The Spirit, Shakin’ Stevens
Ö3-Insel: In-Grid, Kate Ryan, Melanie C, Shaggy
20.06.: Fest-Insel: No Problem Orchestra, Georg Danzer, Mohamed Mounir, Hubert von Goisern, M. Mounir & Hubert von Goisern, Bonnie Tyler
Ö3-Insel: Charlene, Loud 9, Sertab, Jeanette, Patrick Nuo, Lutricia McNeal
21.06.: Fest-Insel: Juci (deutschsprachiger Soul), Dana Gillespie (special guest), Minisex, Alexander Goebel, S.T.S. (special guest), Antonello Venditti
Ö3-Insel: Manuel Ortega, Starmanics live
22.06.: Fest-Insel: Chor Blackhawk, Borchert Beflügelt, Best of Musical der Vereinigte Bühnen Wien, Udo Lindenberg und das Panikorchester
Ö3-Insel: Gianna Charles, B3, Ausseer Hardbradler, Reamonn
9. Ö1-Kulturzelt:
19.06.: Franzobel/Bertl Mütter – Oide Hoda’n, Das Balaton Combo – Das Balaton Show
20.06.: Mike Supancic – Das Geheimnis vom Imst, Andreas Vitásek – Doppelgänger, Dschungelorchester – Nie wieder Faschiertes
21.06.: Irmgard Knef – Kindchen fahr ab. Ein Abend in Wien, Timna Brauer & Elias Meiri Ensemble – Music for peace, Christoph & Lollo – Schispringerlieder 3
22.06.: Herbert Hufnagl – Kopfstücke und Realsatiren aus Österreich, Landstreich – Landstreich light, Richard Graf Trio – Groove & Move
Besucherzahl: 2,7 Millionen
Besonderes/Anmerkung: keine Informationen
Motto: „Anders. Besser. Wien.“
21. Donauinselfest 2004
Datumsbereich: Freitag, 25. Juni bis Sonntag, 27. Juni 2004
Konzerte:
25.06.: Fest-Insel: Rebecca, Werner Schmidbauer, Stefan Gwildis, Reinhold Bilgeri, Scorpions
Ö3-Insel: Natasha Thomas, Verena, Groove Coverage, Dick Brave & The Backbeats
26.06.: Fest-Insel: Achtung Liebe, Michael Seida & Richard Oesterreicher & Bigband, Opus, The Temptations & Supremes, Gianna Nannini
Ö3-Insel: Papermoon, LMC, Kurt Nilsen, Haiducii, Christina
27.06. Fest-Insel: Mainstreet, Mo, Ensemble von Vereinigte Bühnen Wien, Die Seer, Chris Norman
Ö3-Insel: Urban Ego, Buddy, Ronan Keating, Novaspace, The Rasmus
10. Ö1-Kulturzelt:
25.06.: Bernhard Ludwig – Best of Seminarkabarett, 4Xang – Pintsch, Martin Lubenov Orkestar – Dui Droma, Livemodul
26.06.: Severin Groebner -Ganz im Ernst (Stierpreisträger 2004), Willy Astor – Gehe hin und meerrettich, Wiener Tschuschenkapelle – „15 Jahre Wiener Tschuschenkapelle, Christoph & Lollo – extended ski-jumping rock’n’roll“
27.06.: Lukas Resetarits – Nachspielzeit, Andrea Händler & Dolores Schmidinger – Alltagsgeschichten, Landstreich – Leit
Besucherzahl: 2,4 Millionen
Besonderes/Anmerkung: keine Informationen
Motto: k. A.
22. Donauinselfest 2005
Datumsbereich: Freitag, 24. Juni bis Sonntag, 26. Juni 2005
Konzerte:
24.06.: Fest-Insel: Radio Wien Band, Hans Theessink Band, Global.Kryner, Jimmy Cliff, Nena
Ö3-Insel: keine Informationen
25.06.: Fest-Insel: Occupied, Bluatschink, Georg Danzer, Peter Cornelius, S.T.S.
Ö3-Insel: keine Informationen
26.06.: Fest-Insel: Die Echten, Birgit Denk, Maria Bill, Ensemble von Vereinigte Bühnen Wien, Suzanne Vega
Ö3-Insel: keine Informationen
11. Ö1-Kulturzelt: keine Informationen
Besucherzahl: 2,6 Millionen
Besonderes/Anmerkung: keine Informationen
Motto: keine Informationen
23. Donauinselfest 2006
Datumsbereich: Freitag, 23. Juni bis Montag, 26. Juni 2006
Konzerte:
23.06.: Fest-Insel: Manuel Ortega & Band, K-Narias, Umberto Tozzi, Tarkan
Ö3-Insel: Josh Mars, Rising Girl, US5, Bloodhound Gang
24.06.: Fest-Insel: Zweitfrau, Katrin Lampe, Papermoon statt Annett Louisan (Absage), Juli, Melanie C
Ö3-Insel: Morton, Shiver, Silbermond, Reamonn
25.6.: Fest-Insel: Freddy Gigele, Mozartband, The Flying Pickets, Ensemble von Vereinigte Bühnen Wien „Best of musical“, Wolfgang Ambros
Ö3-Insel: Tyler, SheSays, Revolverheld, Christina Stürmer
26.06.: Fest-Insel: Wiener Symphoniker unter Fabio Luisi mit special guest: Eteri Lamoris
12. Ö1-Kulturzelt: keine Informationen
Besucherzahl: 2,7 Millionen
Besonderes/Anmerkung: keine Informationen
Motto: keine Informationen
24. Donauinselfest 2007
Datumsbereich: Freitag, 22. Juni bis Sonntag, 24. Juni 2007
Konzerte:
22.06.: Fest-Insel: Meena Cryle & Chris Fillmore Band, Alphaville, Earth, Wind & Fire Experience, Lucio Dalla
Ö3-Insel: Leo, Simon Webbe, Zucchero
23.06.: Fest-Insel: 5/8erl in Ehr’n, Hallucination Company, Querschläger, Willi Resetarits & Xtra Combo „Stubn Blues“, Rainhard Fendrich & Band statt und für Georg Danzer
Ö3-Insel: Mario Lang, SheSays, Eric Papilaya, Excuse Me Moses, Luttenberger*Klug, PBH Club
24.06.: Fest-Insel: Mainstreet, 4Xang, Michael Seida & Cole Hunter, Ensemble von Vereinigte Bühnen Wien „Best of Musical“, Gianna Nannini
Ö3-Insel: Zweitfrau, Liquido, Sasha
13. Ö1-Kulturzelt:
22.06.: Andreas Vitásek – My Generation, Alf Poier – Kill Eulenspiegel
23.06.: Ursus & Nadeschkin – Hailights, Georg Ringsgwandl – Der schärfste Gang, The Tiger Lillies – Urine Palace, Fred Eisler – Camena
24.06.: Viktor Gernot & His Best Friends – „Keep on swingin“, Klaus Eckel – Die Herren der Dinge, Des Ano „Film Noir“, Hubert von Goisern – Kick-off Konzert der Linz-Europa Tour 07-09 mit Willi Resetarits, Hohtraxlecker Sprungschanzen Musi (Bad Ischl) und Zdob-si-zdub (Moldawien). Das Schiff, auf dem das Konzert stattfindet, legt im Areal der Ö1 Kulturinsel an
Besucherzahl: keine Informationen
Besonderes/Anmerkung: keine Informationen
Motto: keine Informationen
25. Donauinselfest 2008
Datumsbereich: Freitag, 5. September bis Sonntag, 7. September 2008
Konzerte:
05.09.: Fest-Insel: Sabina Hank & Band, Monti Beton, EAV, Falco (DVD/Goldverleihung), Wolfgang Ambros & die No. 1 vom Wienerwald
Ö3-Insel: Luttenberger*Klug, Morton, PBH Club, Wir sind Helden
06.09.: Fest-Insel: IRISHsteirisch, Manfred Mann’s Earth Band, Opus, Leningrad Cowboys, Ali Campbell / UB40
Ö3-Insel: Mario Lang, Basshunter, Sunrise Avenue, OneRepublic
07.09.: Fest-Insel: Barbara Helfgott, The Flying Pickets, Ensemble von Vereinigte Bühnen Wien, Alexander Goebel & Band „Vollgas“, S.T.S.
Ö3-Insel: Mondscheiner, Eric Papilaya, Culcha Candela, Shaggy
14. Ö1-Kulturzelt: keine Informationen
Besucherzahl: keine Informationen
Besonderes/Anmerkung: Erstmalige Verschiebung auf Herbst wegen der Fußball-Europameisterschaft.
Motto: keine Informationen
26. Donauinselfest 2009
Datumsbereich: Freitag, 26. Juni bis Sonntag, 28. Juni 2009
Konzerte:
26.06.: Fest-Insel: The real ABBA O’riginal, Manfred Mann’s Earth Band, Aviv Geffen, Thomas D, Antonello Venditti
Ö3-Insel: keine Informationen
27.06.: Fest-Insel: Stereoface, My Secret Playground, Vintage Guitar Band, Papermoon, Reinhold Bilgeri, Chi Coltrane, Christina Stürmer & Band
Ö3-Insel: keine Informationen
28.06.: Fest-Insel: Parkhouse Starclub, Elliott Murphy, Andy Lee Lang, Ensemble von Vereinigte Bühnen Wien „Best of Musical“, Wolfgang Ambros, Roger Cicero
Ö3-Insel: keine Informationen
15. Ö1-Kulturzelt: keine Informationen
Besucherzahl: keine Informationen
Besonderes/Anmerkung: keine Informationen
Motto: keine Informationen
27. Donauinselfest 2010
Datumsbereich: Freitag, 25. Juni bis Sonntag, 27. Juni 2010
Konzerte:
25.06.: Fest-Insel: Muttermilch, Rokitansky, Right Said Fred, Kim Wilde, Billy Idol
Ö3-Insel: keine Informationen
26.06.: Fest-Insel: Ramazuri, Teenage Rockstar live on stage, Tuesday, Manuel Ortega & Band, Minisex, Supermax, Roger Hodgson
Ö3-Insel: keine Informationen
27.06.: Fest-Insel: EhSchoDerrisch, New Sin, Katrin Lampe & Band, Andreas Gaudmann & Band, Anna F., The Dubliners, Die Seer, Rainhard Fendrich
Ö3-Insel: keine Informationen
16. Ö1-Kulturzelt: keine Informationen
Besucherzahl: keine Informationen
Besonderes/Anmerkung: Erstmals „Rock the Island Contest“ (lt. Rathauskorrespondenz vom 20. April 2012)
Motto: „Mit Respekt geht’s besser“
28. Donauinselfest 2011
Datumsbereich: Freitag, 24. Juni bis Sonntag, 26. Juni 2011
Konzerte:
24.06. (Ö3): James Cottriall, Trackshittaz mit special guest Cornelia Mooswalder, Sido, Train, Söhne Mannheims
25.06. (Radio Wien): Beatcollective, Irie Rocker Allstars, FreeMenSingers, Umberto Tozzi, Nits, Peter Cornelius & Band, Europe
26.06. (Ö3): Ramazuri, Ö3 DJ Darius & Finlay, Krautschädl, Nadine Beiler & Sold My Soul, Milow, Ich + Ich
17. Ö1-Kulturzelt:
24.06.: Wolfram Berger & Klezmer Reloaded – Kriminelle Karpfen, Cornelius Obonya – Cordoba – das Rückspiel, Lukas Resetarits – Österreich – ein Warietee 2.0, Amparo Sánchez – Tucson-Habana
25.06.: Martina Schwarzmann – Wer Glück hat kommt, Andreas Vitásek – 39,2° – Ein Fiebermonolog, Hindi Zahra, Clara Luzia – Falling into Place
26.06.: 5/8erl in Ehr’n – Bitteschön!, Mary Broadcast Band – summer celebration, Francis International Airport – In the Woods, Sigi Finkel Adventure Group
Besucherzahl: keine Informationen
Besonderes/Anmerkung: Erstmals wird das Festivalgelände zur besseren Orientierung in fünf Farbzonen unterteilt. (Gabs die Kilometersteine, km-Marken auf dem Weg schon?) In den 2 Nächten zwischen Freitag und Sonntag (wie schon üblich zumindest an Wochenenden) U-Bahn-Linien durchgehend und zwei bis 01:30 Uhr von 15 auf 3-Minuten-Intervall verdichtet
Motto: „Mit Sicherheit Spaß“
29. Donauinselfest 2012
Datumsbereich: Freitag, 22. Juni bis Sonntag, 24. Juni 2012
Konzerte:
22.06. (Ö3): Christine Hödl, Marlon Roudette, Hubert von Goisern, James Morrison, Unheilig
23.06. (Radio Wien): Gewinner Rock The Island Contest: Da Dos Amigos und Mike Strong, Monti Beton & Johann K., Reinhold Bilgeri, Stefanie Werger, Hot Pants Road Club, Simple Minds
24.06. (Ö3): Gewinner Rock The Island Contest: Paul & Robi sowie Black Balloon, DelaDap, Tim Bendzko, The BossHoss, Sunrise Avenue, Silbermond
18. Ö1-Kulturzelt: keine Informationen
Besucherzahl: keine Informationen
Besonderes/Anmerkung: Zum 3. Mal findet der „Rock the Island Contest“ statt. In den vergangenen zwei Jahren nahmen insgesamt 436 Künstler an diesem Contest teil. Preisgeld für 1., 2., 3.: 1000/500/250 €. Besucher sind eingeladen, ihre Ideen und Anregungen für ein Miteinander in der Stadt einzubringen. Damit wird die größte Wiener Charta Gruppe entstehen.
Motto: „Zusammen leben, zusammen feiern“
30. Donauinselfest 2013
Datumsbereich: Freitag, 21. Juni bis Sonntag, 23. Juni 2013
Konzerte:
21.06. (Ö3): Julian le Play, Leslie Clio, Rea Garvey, Amy Macdonald, Sportfreunde Stiller
22.06. (Radio Wien): Gewinner Rock The Island Contest: CowGaroo, Die 3 Extremen, Gewinner Rock The Island Contest: Sharron Levy, DelaDap, Minisex, Wolfgang Ambros, Rainhard Fendrich, Zucchero
23.06. (Ö3): Gewinner Rock The Island Contest: Ruben Dimitri, Blue Pearl und Sinetry, Christina Stürmer, Philipp Poisel, Wax, Hurts, DJ Antoine
19. Ö1-Kulturzelt:
21.06.: Thomas Stipsits – Best of, Alfred Dorfer – bisjetzt, Susana Sawoff Trio, The Merry Poppins – live
22.06.: Mike Supancic – Auslese, Alf Poier – Backstage, Dobrek Bistro, Effi – Closer
23.06.: Ingo Vogl – Gsundheit, Birgit Denk – Ich wünsch mir zum Geburtstag einen Vorderzahn, Wiener Tschuschenkapelle, Der Nino aus Wien
Besucherzahl: 3,2 Millionen
Besonderes/Anmerkung: Gewinner des „Rock The Island Contest“ treten jeweils für 30 Minuten auf. Seit dem Start am 15. März 2013 haben sich hunderte Künstler beworben. Anmelde- sowie Votingschluss ist der 12. Mai 2013. Kinderprogramm am Nachmittag wird weiter ausgebaut. Ein Schwerpunkt: Sport- und Familienprogramm. Die Kinderfreundeinsel bietet mit ihrem neuen Standort Nähe Brigittenauer Brücke noch mehr Platz.
Motto: keine Informationen
31. Donauinselfest 2014
Datumsbereich: Freitag, 27. Juni bis Sonntag, 29. Juni 2014
Konzerte:
27.06. (Ö3): Rock the Island Contest Gewinner: Yellowframe, Thomas David, Revolverheld, Nico & Vinz, Milow, Rea Garvey
28.06. (Radio Wien): Rock the Island Contest Gewinner: YOU und Jimmy and the Goofballs, Wir 4, Monika Ballwein, Count Basic, The Commodores, Macy Gray
29.06. (Ö3): Rock the Island Contest Gewinner: Fanatic Bastards und Tasha, Anna F., Julian le Play, Rita Ora, Adel Tawil, Cro
Besucherzahl: 3,1 Millionen
20. Ö1-Kulturzelt: keine Informationen
Besonderes/Anmerkung: Wiener Stadtfernsehen W24 berichtet 71 Stunden nonstop
Motto: keine Informationen
32. Donauinselfest 2015
Datumsbereich: Freitag, 26. Juni bis Sonntag, 28. Juni 2015
Konzerte:
26.06. (Ö3): Rock the Island Zweite: FlowRag, James Cottriall, Mark Forster, The Common Linnets, Taio Cruz, Andreas Bourani
27.06. (Radio Wien): Harry Ahamer & Band, Rock the Island Gewinner: The Rootups, Minisex, Opus, Natalie Imbruglia, Anastacia
28.06. (Ö3): Rock the Island Dritte: Sick Growing, Tagträumer, The Makemakes, Robin Schulz, Sheppard, Madcon, Christina Stürmer
21. Ö1-Kulturzelt: keine Informationen
Besucherzahl: keine Informationen
Besonderes/Anmerkung: keine Informationen
Motto: „Zeig dein Herz“
33. Donauinselfest 2016
Datumsbereich: Freitag, 24. bis Sonntag, 26. Juni 2016
Konzerte:
24.06. (Ö3): Rock the Island Zweite: Mr. Jones, Lemo, Dua Lipa, Felix Jaehn, Zoë & Band, Milow
25.06. (Radio Wien): PBH Club, Rock the Island Gewinner: Herta11, Solozuviert, Russkaja, Sommerhitgewinner: Kathi Kallauch, Johannes Sumpich, Seiler und Speer, Bob Geldof & The Boomtown Rats
26.06. (Ö3): Rock the Island 3. Platz: Chris Emray, Thorsteinn Einarsson, Joris, Lost Frequencies, Glasperlenspiel, Sean Paul
22. Ö1-Kulturzelt:
24.06.: Thomas Maurer – Der Tolerator, Alfred Dorfer – bisjetzt, Well-Brüder – aus'm Biermoos, Waldeck – Gran paradiso
25.06.: Gery Seidl – Bitte. Danke, Erwin Steinhauer & klezmer reloaded, Holler my dear, Skolka – Daunzboa
26.06.: Gunkl – Noch was, Federspiel – Spiegelungen, Herbert Pixner Projekt – Summer
Besucherzahl: keine Informationen
Besonderes/Anmerkung: keine Informationen
Motto: the best think in life are free
34. Donauinselfest 2017
Datumsbereich: Freitag, 23. Juni bis Sonntag, 25. Juni 2017
Konzerte:
23.06. (Ö3): Virginia Ernst, Wincent Weiss, Álvaro Soler, Amy Macdonald, Cro
24.06. (Radio Wien): Freiraum 5, Rock the Island Gewinner: Paul ‘n’ Band, Skolka, Norbert Schneider, Judith Holofernes, Michael Bolton, Falco Tribute
25.06. (Ö3): Alma, Max Giesinger, Lions Head, Sportfreunde Stiller, Rainhard Fendrich
23. Ö1-Kulturzelt:
23.06.: Christof Spörk, Klaus Eckel, Orges & The Ockus-Rockus Band, Marina & The Kats
24.06.: Severin Groebner, Helmut Schleich, Renato Unterberg, Barcelona Gipsy Balkan Orchestra
25.06.: Gfrastsackln, Hosea Ratschiller (Musik: RaDeschnig), Pigor & Eichhorn, Catch-Pop String-Strong
Besucherzahl: keine Informationen
Besonderes/Anmerkung: 25 Jahre: Donauinselfest feiert Jubiläum
Motto: „Meine Stadt, mein Fest“
35. Donauinselfest 2018
Datumsbereich: Freitag, 22. Juni bis Sonntag, 24. Juni 2018
Konzerte:
22.06. (Ö3): Thorsteinn Einarsson, Johannes Oerding, Alle Farben, Rea Garvey, Wanda
23.06. (Radio Wien): Die Verwegenen, Rock the Island Gewinner: Javier Rodaro, Virginia Ernst, Lola Marsh, Konstantin Wecker, Gert Steinbäcker, Lisa Stansfield
24.06. (Ö3): Darius & Finlay, Flowrag, Nico Santos, Ina Regen, Ofenbach, Pizzera & Jaus
24. Ö1-Kulturzelt:
22.06.: Lukas Resetarits – 70er – leben lassen, Gery Seidl – Sonntagskinder, Wiener Blond & das Original Wiener Salonensemble, Ankathie Koi
23.06.: Science Busters – Wer nichts weiß, muss alles glauben, Martina Schwarzmann – Genau richtig, Ernst Molden & Band – Hurra, Jewish Monkeys – High Words
24.06.: Irmgard Knef – Sommer, Sonne, Knef Landstreich plus – Auftakt 2018, Gewürztraminer – Sau nice
Besucherzahl: 2,4 Millionen
Besonderes/Anmerkung: Gratis-Musikfestival unter dem Titel „35 X Free“
Motto: „35 Xfree“
36. Donauinselfest 2019
Datumsbereich: Freitag, 21. Juni bis Sonntag, 23. Juni
Konzerte:
21.06. (Ö3): Simon Lewis, Stefanie Heinzmann, Joris, Folkshilfe, Mando Diao
21.06. (FM4): Kopf an Kopf ab, Snuff Syndicate, Rola, BHZ, BRKN, Jugo Ürdens, Lady Leshurr, Camo & Krooked
22.06. (Radio Wien): The Sellout, Rock the Island Gewinner: Wenzel Beck & Band, Christiana Uikiza, DelaDap, Christina Stürmer & Band, Wolfgang Ambros & die No.1 vom Wienerwald, Seiler und Speer
22.06 (FM4): Der traurige Gärtner, Vida Noa, The Pearl Harts, Karmic, At Pavillon, Leyya, Chefboss, Yung Hurn
23.06. (Ö3): King & Potter, Alice Merton, Felix Jaehn, Álvaro Soler, Revolverheld
23.06. (FM4): Colours of Monochrome, ShiveringFit, Lijon feat. Clint, Mind Control, Blond, Scheibsta & die Buben, Last Band Standing, Tocotronic
25. Ö1-Kulturzelt:
21.06.: Stermann & Grissemann – Gags, Gags, Gags!, Alfred Dorfer – „und…“, Knoedel – still, The Tiger Lillies – 30th Anniversary show
22.06.: Lisa Eckhart – Die Vorteile des Lasters, Andreas Vitásek – Austrophobia, Georg Ringsgwandl – Wuide unterwegs, dunkelbunt – Exodus Komplex
23.06.: Michael Köhlmeier & Hans Theessink – Westernhelden, Wiener Tschuschenkapelle – 30 Jahre Wiener Tschuschenkapelle, Russian Gentlemen Club – Borschtsch & Spiele
Besucherzahl: 2,7 Mio.
Besonderes/Anmerkung: Wie in den letzten Jahren, gab es auch diesmal strenge Zugangskontrollen. Bspw. war das Mitführen eines Regenschirmes verboten.
Motto: „Zusammen sind wir Wien. Mehr Raum für Frauen.“
Kritik: Der Rechnungshof kritisiert in einem im April 2019 veröffentlichten Bericht, dass städtische Fördermittel auch für Parteiwerbung verwendet wurden. Auch wurde die Förderwürdigkeit der dahinterstehenden Veranstalter-Vereine unzureichend geprüft bzw. beurteilt, die übermittelten Belege wurden oft nicht überprüft. Außerdem waren einige Ordner und Helfer dieser Vereine nicht bei der Krankenkasse angemeldet, die daraus folgende Strafe wurde widmungswidrig mit Fördergeldern bezahlt. Auch die Höhe des über den SPÖ-nahen Verein Wiener Kulturservice (ein Mitveranstalter des Donauinselfestes) für das Fest geflossene Förderbetrag von knapp 1,5 Millionen Euro für 2019 erregte Unverständnis.
37. Donauinselfest 2020
Datumsbereich: Mittwoch, 1. Juli bis Freitag, 18. September; Finale: Samstag, 19. und Sonntag, 20. September
Konzerte: 240 Pop-up-Konzerte von 100 Acts in 23. Bezirken in 80 Tagen
1.07. bis 17.09.: Delap, King & Potter, Stereoparty, Sabine Stieger, Skinny B, Lucy Dreams, Dominique Jardin, Wir4, Roman Gregory & Band, Meena Cryle & The Chris Fillmore Band, Kraut & Ruam, Virginia Ernst, Nathan Trent, The FreeManSingers, Krutscher's Blues Band, Viech, Thorsteinn Einarson, Nina-Sofie Berghammer, EidaxlCombo, Harri Stojka, Änn, Coffeeshock Company, Leo Aberer, The Shellout, Saxophone Affairs, Freddy Brix & Band, Mary Broadcast, Andy Lee Lang, Silk to Milk, Päm, Jörg Danielsen & Vienna Blues Association, Max Schmiedl, ReRa, Kathi Kallauch, Dinhof & Krammer, Slav, Alex Sutter, Ebow, Mel Merio, Birgit Denk, Bel Ami und die Gigolos, Schick Sisters, Metternich, 7YFN, Dave McKendy, Febration, Drew Sarich, Please Madame, Mo & Band, Varietas-Ensemble, fii, Die Siegerinnen von Voice, Ingo Steinbach, DJ Bastillo, Mira & Adam, Céline Roscheck, Alexander Eder & Band, PandH, The Untouchables, Ankathie Koi, Hot Pands Road Club, Global Deejays, Yakata, Austrobockerl & Gary Lux, Prohaska, Best Lovers, Madame Baheux, Dramas, Darius & Finlay, Razumovsky Quartett, Oska, Pippa, Wiener Wahnsinn, Ramon feat. Carl Avory, Wiener Grantscheibn, James Cottriall, Luke Andrews, Mayday ft. Enna Belle, Gabauer, Dennis Jale & Niddl, Ernst Molden, Die Wilden Kaiser, Gran Torino Club, good, bad'n ugly, Another Vision, Maddy Rose, The Bad Powells, Flamingo, Onk Lou, Kahlenberg, Wiener Blond
19.09. (Die Show): Russkaja, Kreiml & Samurai, Mathea, Granada, Opus, Parov Stelar
20.09. (Schlagergarten): Marco Ventre & Band, Petra Frey, Oliver Haidt, Jazz Gitti, Insieme, Die Lauser
20.09. (Kabarettabend): Omar Sarsam, Buntspecht, Eva Maria Marold, Gernot Kulis, Sigrid Hauser, Magda Leeb, Florian Scheuba, Christof Spörk, Lukas Resetarits, Andreas Vitásek, Nadja Maleh, Thomas Stipsits, Gery Seidl, Katharina Dorian & Johannes Glück, Anna Mabo, Ernst Molden & Der Nino aus Wien, Ursula Strauss & Ernst Molden, Katharina Strasser & Gerri Schuller (Klavier)
Besucherzahl: keine Informationen
Besonderes/Anmerkung: Anfang November 2019 war Nr. 37 zuerst für 26. bis 28. Juni angekündigt worden. Wegen absehbar nötiger räumlicher Distanzierung im Zuge der Coronavirus-Pandemie wurde am 30. März 2020 die Verschiebung auf 18. bis 20. September bekanntgegeben. Am 3. Juni 2020 wurde bekanntgemacht, dass es in völlig anderer Form stattfinden wird. Ein Doppeldeckerbus wird von 1. Juli bis 20. September durch Wien touren, es sind 240 Pop-up-Konzerte von 20 bis 25 Minuten Dauer geplant. Am 19. und 20. September werden auch Konzerte auf der Donauinsel stattfinden, für die jeweils nur 1250 Besucher zugelassen sind, die Zählkarten dafür werden verlost.
Motto: „Ganz Wien.“ (Ankündigung vom 30. März 2020)
38. Donauinselfest 2021 (angekündigt am 21. Jänner 2021)
Datumsbereich: Montag, 2. August bis Donnerstag, 16. September 2021 ; Finale: Freitag, 17. – Sonntag, 19. September 2021
Konzerte: Pop-up-Konzerte von Acts in 23. Bezirken in 40 Tagen
2. August bis 16. September 2021: Paenda, Q feat. Eric Papilaya, Anger, Liberty C., Atzur, Eichhorn und Bande, Cadú, Cil City, Roman Gregory & Band, Pavel, Ballwein & Gabauer, Die Mayerin, Falceas - A Tribute to Falco, Einfach Flo, Russian Gentlemen Club, Dexpleen, Duo Italiano, Ktee, Lemo, DJs Fat Astronauts, DJ Mosaken, MoZuluArt, Cover Killers, The Phantoms, Anna Mabo, Zangerle & Band, Wiener Wahnsinn, Doppelfinger, Tina Naderer, KØLEEN, Bärenheld, Pure Chlorine, Amy Wald, Dives, Patrizia Ferrara & Martin Spitzer, Birgit Denk und Band, Gini, Brofaction, MATHO & Vienna Dancehall Orchestra, Rubin, Flickentanz, Anne Eck, Wort & Ton, Wiener Staatsoper on Tour, Mocatheca, Gran Torino Club, The Acoustocats, Theessink und Ernst Molden, Lara La, The Monroes, K.CIT, Vincent Bueno, Zweikanalton, Helianth, C@NEW, Caroline Kreutzberger, Gazal, Svaba Ortak, Soundbase goes Donauinselfest, Nelavie, die Wödmasta, Wendja, Felix Kramer, Christoph & Lollo, Steve Hope powered, Martin Klein und Band, DJ TYO, Möwe, The Solomons, Mayday.Wien, Polkagott, Baum, Becker & Band, Drew Sarich & Band, Deladap
Festbühne
17.09. (FM4): Pippa, Hearts Hearts, AVEC, Kruder & Dorfmeister
18.09. (Radio Wien): Maddy Rose, Wir 4, Valsassina Ensemble Wien, Ulli Bäer, Johnny Bertl, Marianne Mendt, Ina Regen, Schiffkowitz, Norbert Schneider, Gert Steinbäcker, Folkshilfe
19.09. (Ö3): Lisa Pac, Chris Steger, Klangkarussell, Josh., Seiler & Speer
Ö1 Kulturbühne
17.09.: Sonja Pikart, Ulrike Haidacher, Thomas Maurer, Madame Baheux, Viktor Gernot
18.09.: Malarina, Nadja Maleh, Christoph Fritz, 5K HD, Thomas Stipsits
19.09.: Stefanie Sargnagel, Omar Sarsam, Birgit Denk, Sabine Steger, Lukas Resetarits
GÖD/ARBÖ Radio Bühne
17:09.: Ingo Steinbach, Mini & Claus, Die Wilden Kaiser, Wiener Wahnsinn
18:09.: Julia Anna, The Untouchables, Abbariginal, Hot Pants Road Club
19:09.: Fil, Amy Wald, Alexander Eder & Band, Andy Lee Lang & The Spirit
Radio NÖ Schlagerbühne
17.09.: Simone & Charly Brunner, Sigrid & Marina, Semino Rossi
18.09.: Dennis Jale, Pablo Grande, Lizz Görgl & Band, Die Draufgänger
19.09.: Die Südsteirer, Reinhold Bilgeri & Band, Marc Pircher & Band
Besucherzahl: 34.000
Besonderes/Anmerkung: Freier Eintritt, kleiner als üblich, angepasst an Corona-Pandemie.
39. Donauinselfest 2022
Datumsbereich: Freitag, 24. Juni bis Sonntag, 26. Juni 2022
Festbühne:
24.06. (Ö3): Verena Wagner, Tina Naderer, Ray Dalton, Mathea, Edmund, Nico Santos
25.06. (Radio Wien): Marley Wildthing, Vereinigte Bühnen Wien, Skolka, Stefanie Werger, Umberto Tozzi, Peter Cornelius
26.06. (FM4): Zelda Weber, Lawrenco, Verifiziert, Sharktank, Eli Preiss, Mavi Phoenix, Jan Delay & Disco No. 1
22. Ö1-Kulturzelt:
24.06.: Luise Kinseleher – Mamma mia Bavaria, Thomas Maurer – Zeitgenosse aus Leidenschaft, Lyllt, Marina & the Kats – Different
25.06.: Uta Köbernick – Ich bin noch nicht fertig, Christof Spörk – Dahaam, Orges & The Ockus-Rockus Bands feat. Benny Omerzell – Keys, Familie Lässig – Eine Heile Welt
26.06.: Kathie Straßer – Keine Angst, Erwin Steinhauer & seine Lieben – Alles Gute, Ernst Molden und Ursula Strauss – Wüdnis
Flughafen Wien/Radio Niederösterreich Schlager Bühne
24.06.: Sigrid & Marina, Allessa, Insieme, Melissa Naschenweng & Band
25.06.: Natalie Holzner, Gregor Glanz & Shine, Petra Frey, Marco Ventre & Band, Nockis
26.06.: Die Lauser, Die Grubertaler, Elisabeth Engstler & Band mit Gästen, Simone, Gary Lux, Waterloo, Johnny Logan & Band
Bank Austria/radio 88.6 Rock Bühne
24.06.: Glazed Curtains, Yokohomo, Blues Bros, Cil City, Help! (The Beatles Tribute), Break Free (Queen Tribute),
25.06.: Pure Chlorine, Up Close, Def Crüe, Pineapple John, New Jersey (Bon Jovi Tribute), Guns N’ Roses Revolution (Guns N’ Roses Tribute), We Salute You (AC/DC Tribute)
26.06.: RockTogether, Pineapple John, Sad (Metallica Tribute), Fly Fighters (Foo Fighters Tribute), Apocalyptica
OBI / kronehit Electronic Music Bühne
24.06.: Nick le Funk, 2Tagesbart, KH Clubshow, Medun, Lucas & Steve, Rene Rodrigezz
25.06.: Lightsum, T-Phobia, Coverrun, Chris Armada, Mattn, Levex
26.06.: Franz Joseph, Kristof Grandits, Dj Matthias Daniel, Jay Carpenter, Fat Astronauts, B Jones, Valentiano Sanchez
Besucherzahl: 2,5 Mio.
Besonderes/Anmerkung:
Motto: #DreamTeamWIEN
40. Donauinselfest 2023
Datumsbereich: Freitag, 23. Juni bis Sonntag, 25. Juni 2023
Wien Energie/radio fm4/Radio Wien/HITRADIO Ö3 Festbühne:
23.06.: Rahel, Mola, Paula Hartmann, GReeeN, RAF Camora
24.06.: Ktee, Alle Achtung, Julian le Play, Bonnie Tyler, The BossHoss
25.06.: Felicia Lu, Leony, Felix Jaehn, Silbermond, Michael Patrick Kelly
1. ORF III-Kulturzelt
23.06.: Variety E-Seo, K-Pop World Festival Austria, K-Pop After Party
24.06.: Julya Rabinowich, Andreas Rainer, Eva Maria Marold, Benedikt Mitmannsgruber, Angelika Niedetzky, Christoph Fritz
25.06.: Susanne Kristek, Vea Kaiser, David Stockenreitner, Isabell Pannagl, Gerald Fleischhacker, Gernot Kulis
Flughafen Wien/Radio Niederösterreich Schlager Bühne
23.06.: Meissnitzer Band, Elisabeth Engstler & Band, Jazz Gitti, Wencke Myhre & Band
24.06.: Bonnie and the Groove Cats, Die Südsteirer, Julia Buchner, Oliver Haidt, Insieme, Münchner Freiheit
25.06.: Adriana, Nordwand, Simone & Charly Brunner, Spider Murphy Gang
Bank Austria/radio 88.6 Rock Bühne
23.06.: Shake Me, Heroes & Heroine, Some Days You Lose, Da Jo + el Tobo, Wiener Wahnsinn, Wir 4
24.06.: Beerpong, Kardi, The Stonez, Volbeer, Lane, Bizkit Park, The Iron Maidens
25.06.: Rock Together, Krissy Matthews, Igel vs. Shark, The Vintage Caravan, H-Blockx, Royal Republic
OBI / kronehit Electronic Music Bühne
23.06.: Romy Relay, 2:tages:bart feat. Dermitaziach, Daniel Merano, Febration, Glockenbach, Fat Tony
24.06.: Afrobeats by Zola, DJ Sanny, KroneHit Club Show mit DJ Vinorate, JamyX, Fat Astronauts, Two Kinx, DJs from Mars
25.06.: Matthias Daniel, Nikolett V, TopKlas, DJ Stephanie, Chris El Greco, Topic, Toby Romeo
Weitere Auftritte (Auswahl):
Bernhard Fibich, Thorsteinn Einarsson, Birgit Denk, Joyce Muniz, Dennis Jale & Niddl & Andy Lee Lang
Besucherzahl: knapp 3 Millionen Zum Konzert von RAF Camora kamen sehr viele Besucher.
Besonderes/Anmerkung: 13 Bühnen, mehr als 1000 Künstler, 700 Stunden Programm, neuer Weltrekord für die größte Rockband: 1.112 Musiker spielten Enter Sandman von Metallica.
Motto: #momentewiediese
41. Donauinselfest 2024
Datumsbereich: Freitag, 21. Juni bis Sonntag, 23. Juni 2024
Wien Energie, radio fm4, Radio Wien, Hitradio Ö3 Festbühne
21.06.: The BossHoss unplugged Duo feat. Sascha und Alec (Inklusionskonzert), Resi Reiner, Clueso, Juju, Provinz
22.06.: King & Potter, Wolfgang Ambros & die No 1 vom Wienerwald, Christina Stürmer, Ronan Keating
23.06.: Nikotin, Ness, Loi, Thorsteinn Einarsson, Alice Merton, Wanda
2. ORF III-Kulturzelt:
21.06.: Country & Line Dance
22.06.: Nadja Maleh, Walter Kammerhofer, Stefan Haider, Caroline Athanasiadis
23.06.: Ina Jovanovic, Petutschnig Hons, Lydia Prenner-Kasper, Andreas Vitásek, Romeo Kaltenbrunner
Flughafen Wien / Radio Niederösterreich Schlager & Austrohits-Bühne
21.06.: Natalie Holzner, Petra Frey, StereoParty Symphonic feat. Gary Lux, Peter Kraus & Band, Semino Rossi
22.06.: Holz trifft Blech, Amelie Ricca, Marco Ventre & Band, Patrizio Buanne, Claudia Jung, Andy Borg, Matakustix
23.06.: Line Dance & Cha-Cha-Cha für Anfänger der Tanzschule Kopetzky, Charlien, Die Lauser, Marc Pircher & Band, Die jungen Zillertaler
Bank Austria / radio 88.6 Rock Bühne
21.06.: Gran Torino Club, Stoppok & Matthews Rock and Roll Party, PÄM, Der Nino aus Wien & die AusWienBand, Voodoo Jürgens
22.06.: The Attic, Vertiliza, Baits, Itchy, Therapy?, Madsen
23.06.: Intra, Self Deception, Kontrust, Emil Bulls, Skindred
OBI / kronehit Electronic Music Bühne
21.06.: DJ TPK, Pazoo, Matthias Daniel, Dominique Jardin, RetroVision, Hammertime, Lumix
22.06.: Holmes Place Club Atmosphere Training, Holmes Place Dance, Luc, Pandora Nox
23.06.: Klangfarbe, Balming Tiger, Juliabel, Anna Ullrich
Besucherzahl: knapp 3 Millionen
Besonderes/Anmerkung: 1.000 nationale und internationale Künstlerinnen und Künstler sind auf vier Areas, 17 Themeninseln und 14 Bühnen
Motto: Mein Herz schlägt Insel.
42. Donauinselfest 2025
Datumsbereich: Freitag, 20. Juni bis Sonntag, 22. Juni 2025
Wien Energie, radio fm4, Radio Wien, Hitradio Ö3 Festbühne
20.06.: Milow (Inklusionskonzert), Portrait of TAO, AVEC, Symba, Milky Chance, Red Bull Symphonic - Johann Strauss 2025 Edition Camo & Krooked, Christian Kolonovits & die Wiener Symphoniker (mit Mira Lu Kovacs, AntoNetta)
21.06.: Monsterfreunde, Fräulein Peter, No Angels, Kim Wilde, Josh.
23.06.: Esther Graf, Lemo, Rag'n'Bone Man, AUT of ORDA (mit Florian Ritt, Georgij Makazaria, Otto Jaus, RIAN, Thomas Spitzer)
3. ORF III-Kulturzelt:
20.06.: Country-Linedance-Party mit Country Company, Arizona Eagles, Frankie Fortyn
21.06.: Gabriel Castañeda, Eva Maria Marold, Gregor Seberg, Eva Karl Faltermeier, Julia Brandner
22.06.: Chrissi Buchmasser, Antonia Stabinger, Tricky Niki, Manuel Rubey & Simon Schwarz, David Scheid
Flughafen Wien / Radio Niederösterreich Schlager & Austrohits-Bühne
20.06.: Stranzinger, Zwirn, Andy Lee Lang, Nockis, Jazz Gitti & Disco Killers
21.06.: Kerstin Schmidt, Monika Martin, Elisabeth Engstler & Gernot Pachernigg und Band, Mo & Band, Conchita Wurst & Band
22.06.: Caro Fux, Die Südsteirer, Die Draufgänger, Wir 4, Alle Achtung
Bank Austria / radio 88.6 Rock Bühne
20.06.: Alice in Rock-Thunderland, Kunstgarten, Die Analphabeten, J.B.O., Steel Panther
21.06.: Camouflash, One Last Glance, Autmn Bride, Vulvarine, Thundermother, Halestorm, Eric Martin
22.06.: Voltwechsel, Roadwolf, All Faces Down, Beast in Black
OBI / kronehit Electronic Music Bühne
20.06.: 2000er Club mit David Jerina, Thirty Dancing, DJ Artin, DJ Nica, Matthias Daniel, DJ Katie Kace, Two Kinx, Möwe, Milk & Sugar, Oliver Huntemann
21.06.: Bianca Poro, Tamara Mascara, DJ Hyuny, Fat Astronauts, Cyril, SimOne
22.06.: Lola Pour, DJ Lawrenco, Lärax feat. Wolf le Funk, DJ Jay Carpenter, DJ In-Stylee, Rene Rodrigezz, Technotronic - Eric Martin, Fastboy
Besucherzahl:
Besonderes/Anmerkung:
Motto: Deine Insel. Echte Momente.